# 日朝関係史
日朝関係史（にっちょうかんけいし)では、日本と朝鮮半島の両地域及びそこに存在した国家間の関係の歴史について概説する。

## 古代

### 旧石器時代から弥生時代

紀元前1世紀頃の東夷諸国と楽浪郡の位置

#### 初期の交流
旧石器時代から縄文時代にかけては、黒曜石が丸木舟によって運ばれて長距離交易の品物になった。現在の佐賀県にあたる地域から産出した黒曜石が、朝鮮半島の釜山にある東三洞貝塚からも出土している。新石器時代の朝鮮半島の土器は、対馬や壱岐から発見されている。7000年前の縄文時代前期には、九州北部と朝鮮半島南部には漁撈民が移動生活をしながら海峡を往来していた。朝鮮半島の南部では縄文土器が発見されており、日本列島では対馬・壱岐、九州北部から朝鮮半島由来の櫛目文土器があり、釣針や中国製耳飾りも運ばれた。こうした交流は、漁の途中で一時的に海岸に立ち寄りながら行われていた。石器時代ののちには、朝鮮半島の金属器を求めて海を渡るようになる。

#### 農作物の渡来
7000年前には中国の長江流域で水田稲作が始まっており、日本に渡来した経路については、朝鮮半島のルート、大陸からの直接ルート、南西諸島のルートに大きく説が分かれる。稲作の渡来経路の研究として、稲遺伝子の研究、各種遺跡からの出土品からの農具や儀礼の研究、水耕田跡の調査などが行われている。日本および朝鮮半島、遼東半島などの極東アジアに存在する稲は、温帯性ジャポニカ種と熱帯性ジャポニカ種の大きく2種類にわけられる。青森県の高樋III遺跡や滋賀県の下之郷遺跡をはじめとして、弥生時代の遺跡からは温帯性と熱帯性の双方が発見された。稲の在来品種のDNAを核SSR（シンプル・シーケンス・リピート）法で分析した結果では、大陸からの渡来は朝鮮半島と日本列島の双方に認められた。日本で稲作が始まった時期は紀元前10世紀後半、場所は北九州の玄界灘沿岸からで、唐津の菜畑遺跡や福岡の板付遺跡が最古のものとされている。大規模な渡来は大きく3回にわたり、紀元前7世紀-8世紀、紀元前4世紀-5世紀、紀元前2世紀-3世紀とされる。朝鮮半島から壱岐を経由した種や、大陸から北部九州に直接渡来した種があったことが判明している。

#### 国の成立
弥生時代の後半から、朝鮮半島との交流が活発になる。北部九州と朝鮮半島南部では海人族が沿岸や島々で活動しており、権力者は海民を通して青銅器や鉄器を入手した。弥生時代には、丸木舟に代わって準構造船の船団で航海が可能になり、運搬する物資も増えていった。海村のネットワークにより海路が緊密になり、国々が成立した。大陸からの進出もあり、前漢の武帝は衛氏朝鮮を滅ぼして楽浪郡を建設して、漢の制度にもとづく地域となった。楽浪郡では土器、青銅器、鉄器が生産されて、中国各地からの物産も集まった。高句麗に征服されるまでは、楽浪郡から中国製の器物が朝鮮半島や倭国に流通して技術も伝わっていった。日本と朝鮮半島をつなぐルートは、洛東江の狗邪国と、北部九州の奴国や伊都国が結びついた。狗邪国から壱岐、対馬を経由して北部九州に着くルートが『魏志倭人伝』に書かれている。邪馬台国の時代には、一大率という役職が伊都国に派遣されていた。

### 倭国と朝鮮三国時代

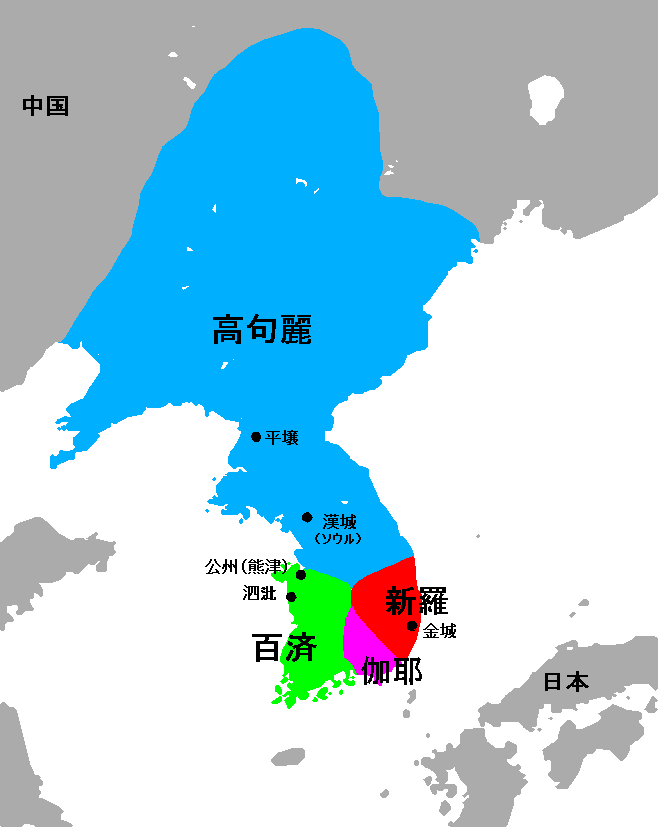
三国時代の地図、5世紀終わり頃。半島西南部の解釈には諸説がある。

日本列島が古墳時代のころの朝鮮半島は、北には高句麗、東には新羅、西には百済の3国が並び、三国時代とも呼ばれている。三国のほかにも、南部に小国の連合体である伽耶、西南部に栄山江の流域文化があった。日本列島はヤマト王権による統一政権と大宝律令の完成までは、倭国もしくは大倭国と自称していた。日本列島と朝鮮半島のいずれも統一政権ができるまでは各国が独自に外交を進め、中国の影響も受けて情勢が複雑に変化した。倭国の朝鮮に対する外交政策は、当初は百済、加耶、栄山川文化との交流が中心となったが、新羅や高句麗とも交流した。当時の外交では質（むかわり）という制度を用いており、外交相手国に滞在して交渉をする人物を送るというもので、朝鮮半島の国家間で頻繁に質のやりとりがあった。倭国には、百済から質が来たほかに、新羅からも未斯欣という王子が質で派遣されている。統一政権ができる前の倭諸国は、最大の勢力であるヤマト王権の外交に協力するか、渡来人のような集団を独自に用いて外交を行なった。北部九州や瀬戸内海は2つの方法を使い分け、播磨や吉備は独自の外交が多かった。
中国の歴史書では、『魏志倭人伝』や『漢書』のほかに『隋書』、『宋書』、『職貢図』、『三国史記』などにも当時の日本列島と朝鮮半島の関係が書かれている。
(倭・倭人関連の朝鮮文献)、(倭・倭人関連の中国文献)

#### 三国時代前半
三国時代の前半は、高句麗が満洲にまで領土を広げて最大の国家となった。百済は高句麗と対立を深めて、新羅は高句麗に従属した。4世紀後半、高句麗に服属を強いられていた百済は、高句麗に対抗するために倭国と交渉をする。倭国と百済の通交では、金官加耶に属する卓淳国が仲介をした。百済は後の腆支王となる王子を倭国へ質として送り修好を結び、倭国は朝鮮半島に派兵をして倭・高句麗戦争となった。倭国は新羅を攻撃するが、高句麗の好太王が新羅を救援したことにより阻まれた。倭国は帯方郡にも侵入をするが、好太王により撃退された。

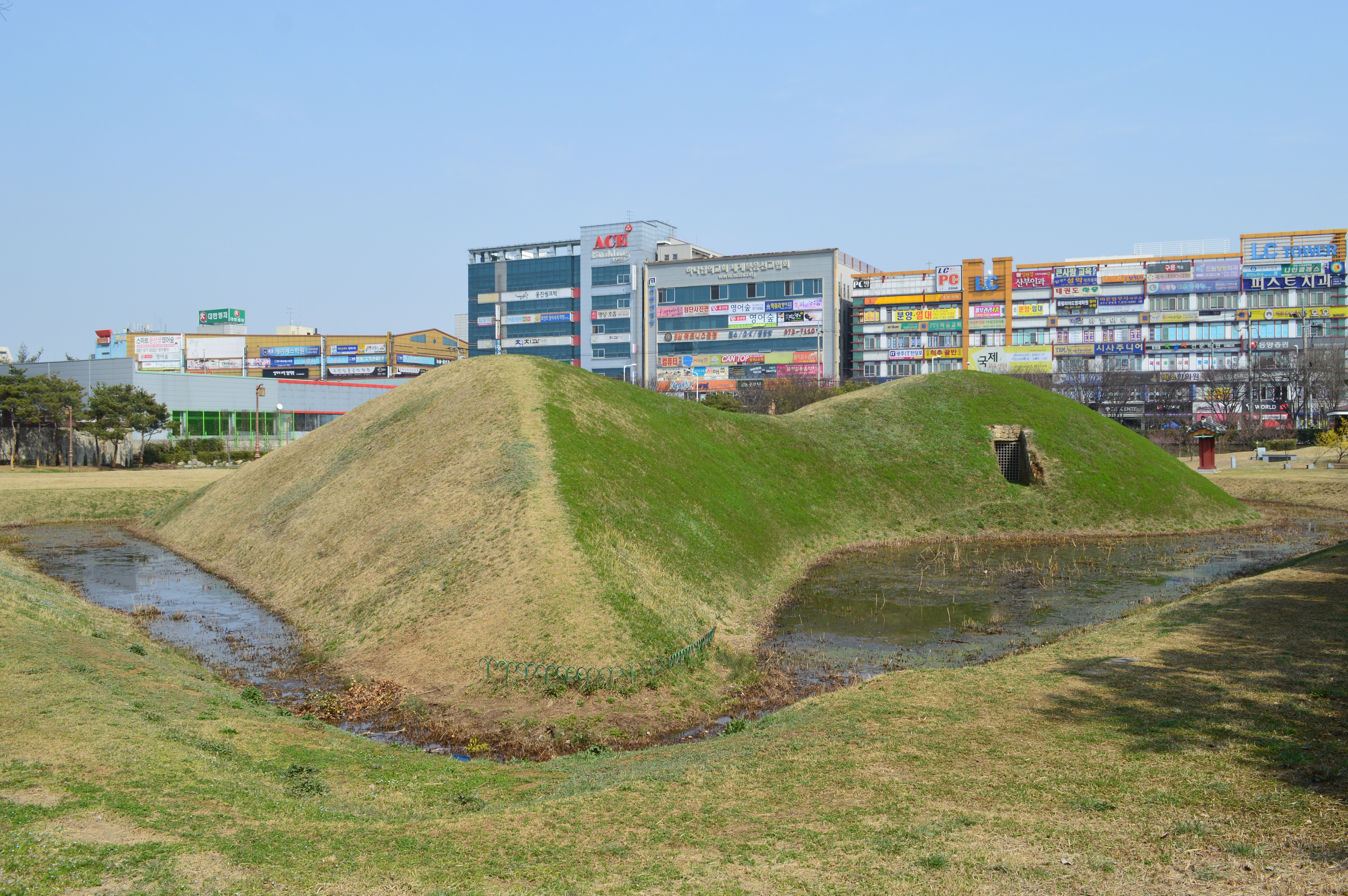
光州月桂洞1号墳（韓国光州広域市）朝鮮半島の前方後円形墳の1つ。日本列島の前方後円墳同様に周堀を有する。

栄山江の流域は百済と異なる文化をもっており、倭国と独自に交流した。倭国は朝鮮半島から物資や先進技術を取り入れつつ、半島に行って生活する者もいた。栄山江流域の海岸沿いには、倭系古墳と呼ばれる日本型の古墳も築造されている。倭系古墳は、海を望む場所に独立して建てられ、石棺は北部九州に似ており、副葬品には倭系の武器や甲冑、そして百済の装飾品が多い。そのため、埋葬されているのは北部九州からの倭系渡来人の可能性もある。栄山江流域では、かつては倭国独特の墓とされてきた前方後円墳も5世紀後半から6世紀前半に築造されている。倭国の墳墓と似ているだけでなく、石室や埴輪型の副葬品などの共通点もあり、被葬者の出自について論争が続いている。古墳は身分や出身にもとづく社会階層や外交関係も示すことから、前方後円墳の出現や大型化には中国や朝鮮半島の政治が関係しているという説もある。日朝の寄港地だった沖ノ島は三国時代にヤマト王権の祭祀場となり、海上交通の祈願が行われた。

#### 三国時代後半

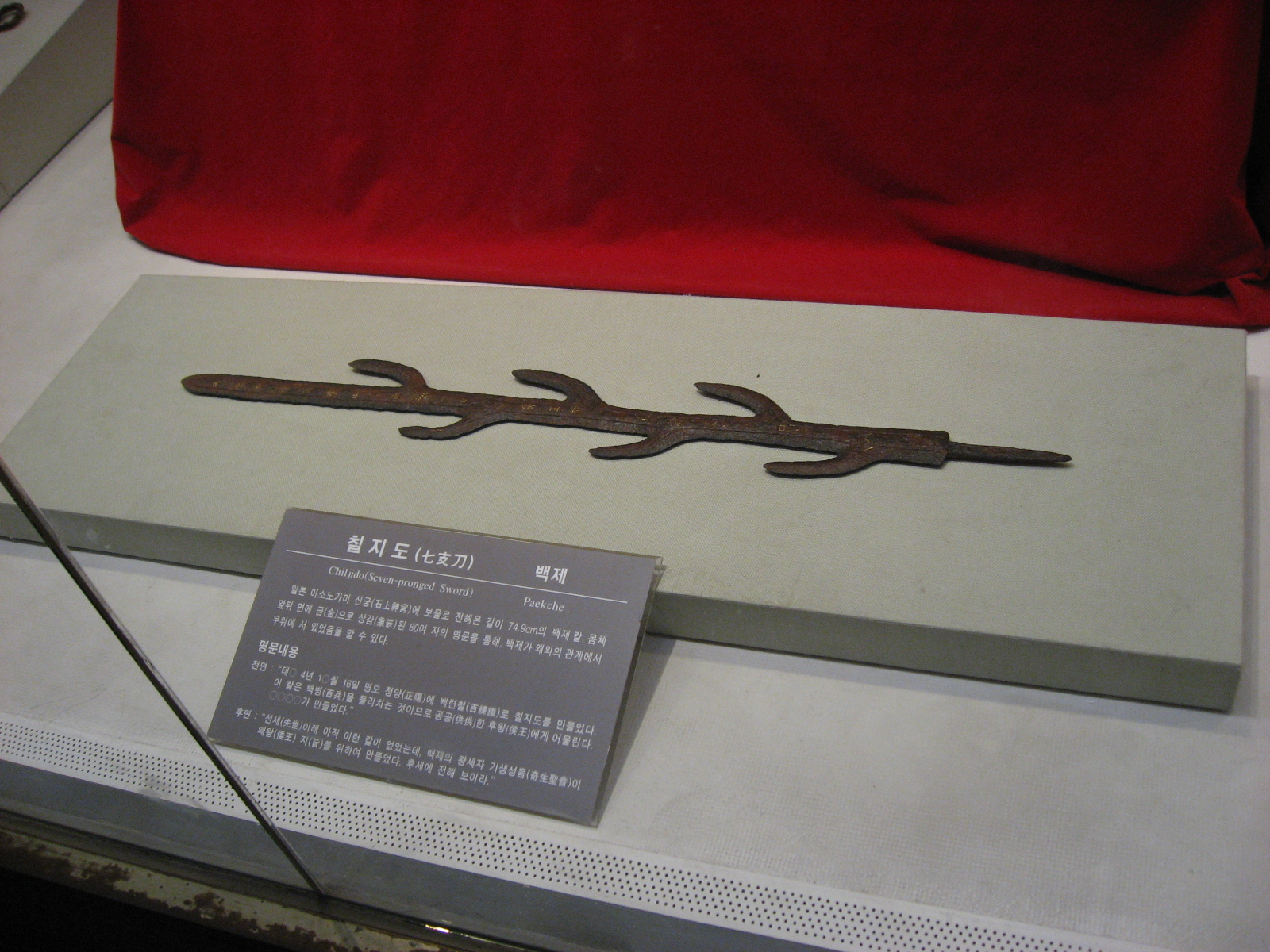
百済から贈られた七支刀のレプリカ。石上神宮蔵。国宝

6世紀には新羅が強大になり、高句麗の領土が削られたため、高句麗は百済や倭国と友好関係を結んだ。継体天皇は大伴金村による任那4県割譲など百済へ積極的な支援を行い、近江毛野に伽耶を防衛するため朝鮮半島方面への出兵を命じたが、九州の筑紫国造である筑紫磐井の謀反により磐井の乱が起きて断念した。当時の倭国は、朝鮮半島との外交権や貿易の利益をめぐってヤマト王権と豪族の対立が起きており、吉備氏の乱や、磐井の乱もこれに含まれる。磐井の乱は物部麁鹿火によって鎮圧されたものの、出兵は取りやめとなり、新羅は加耶の全域を併合した。磐井の乱を鎮圧した朝廷は外交の統一を進めて、那津に外交施設を建設する。これがのちの鴻臚館の原型となった。

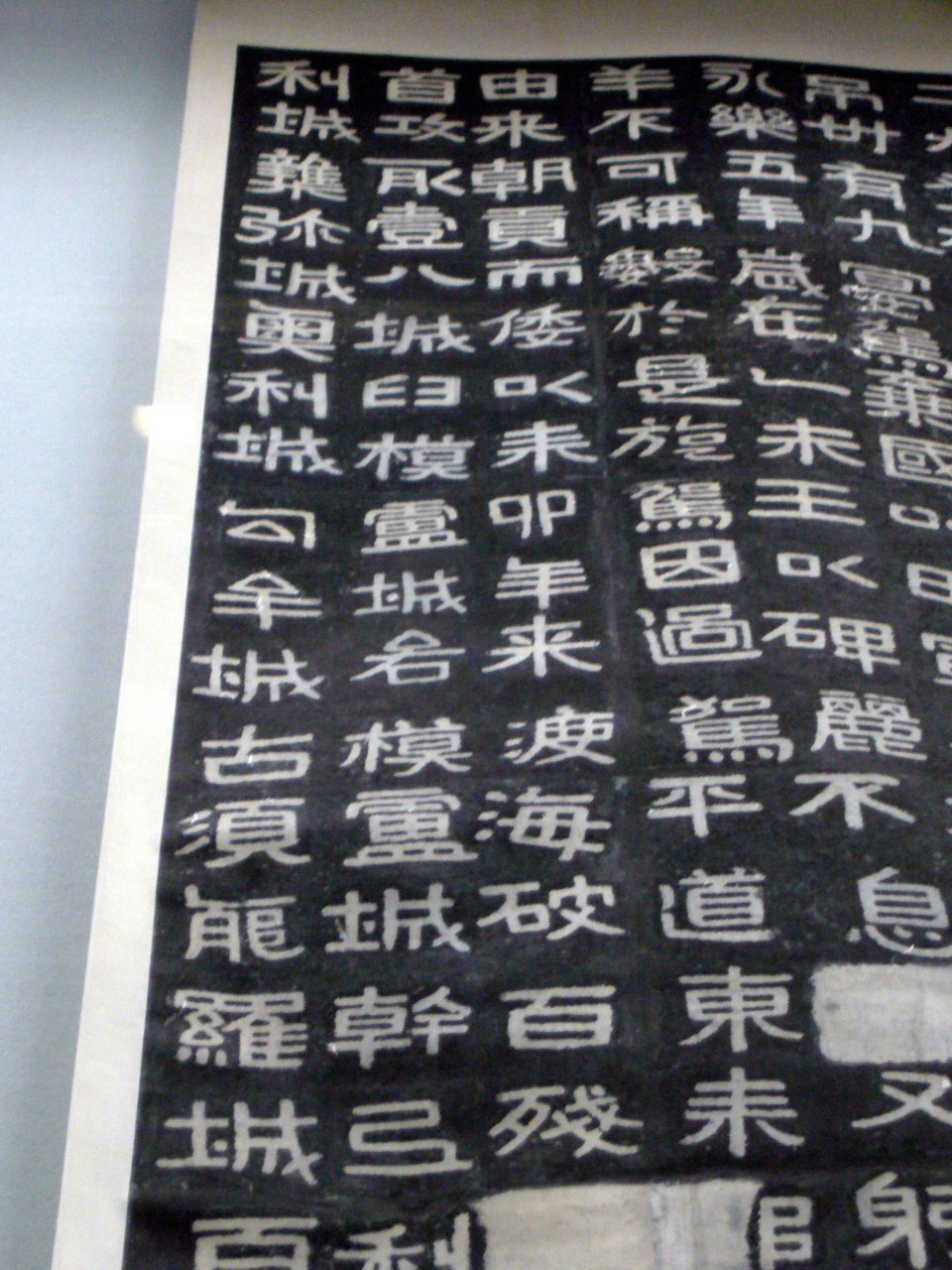
百済・加耶・新羅が倭国の臣民であったことを記録する好太王碑。「倭寇」という文字が初めて確認できる記録でもある

ヤマト王権は高句麗に敗北しましたが、朝鮮半島に一定の勢威を有する。新羅も伽耶の調を献ずるなど倭国を立てる外交が行われた。朝鮮の三国は仏教や大陸文化を伝えることで倭国との誼を強くしようとする外交政策が行われた。しかし、推古朝の頃に新羅は任那を攻撃したため、倭国は任那救援軍を派遣し、新羅の5城を打ち破った。来目皇子を将軍とする軍が編成されるが、九州で来目皇子が病になり派遣は中止された。新羅との関係は悪化し、代わりとして百済や高句麗との関係は重視された。皇極朝の頃に高句麗にて謀反があり、栄留王に対し宰相の淵蓋蘇文が王弟の子を擁立し宝蔵王が即位したことが報じられ、ヤマト王権は警戒を強めた。

#### 百済・高句麗の滅亡と新羅の統一
朝鮮半島は、中国の唐と新羅の同盟が成立したことで統一に向かう。劉仁軌の唐軍と金法敏の新羅軍が百済を攻撃して扶余を陥落させ、義慈王と太子扶余隆が唐の洛陽に送られて百済が滅ぼされた。倭国は百済再興の名義で、安曇比羅夫、朴市秦田来津、阿倍比羅夫らの軍勢を朝鮮に派遣した。加えて百済の遺臣鬼室福信の要請により、倭国への質として送られていた百済の王子余豊璋を護送した。斉明天皇は余豊璋が旧百済の地に帰国する直前に百済王として即位させたと『日本書紀』に記録されている。倭国は百済の軍勢と共に白村江（現在の韓国・錦江）で唐・新羅軍と戦い、この白村江の戦いで倭国・百済軍は敗北した。百済の再興はならず、倭国は朝鮮半島から完全に撤退した。高句麗は百済の滅亡で軍事的に孤立し、唐の高句麗出兵で宝蔵王らが唐に投降して滅んだ。
唐は新羅の文武王を鶏林州都督府の大都督に任命して、朝鮮半島を羈縻州として支配しようとしたために唐・新羅戦争が起きた。新羅が唐を撤退させて朝鮮半島を統一すると、倭国は遣新羅使の派遣を始めて、新羅は日本に新羅使を派遣した。以後、遣新羅使と新羅使は中断をはさみつつ約150年間に渡って続くことになる。倭国からの遣唐使の航海では新羅の沿岸を通るため、新羅との関係は遣唐使にとって重要だった。倭国と新羅の関係が悪化したため、倭国は遣唐使を第7次派遣後に中断して、第8次は五島列島方面の南ルートを選んで再開した。

#### 朝鮮半島統一と日本の対応

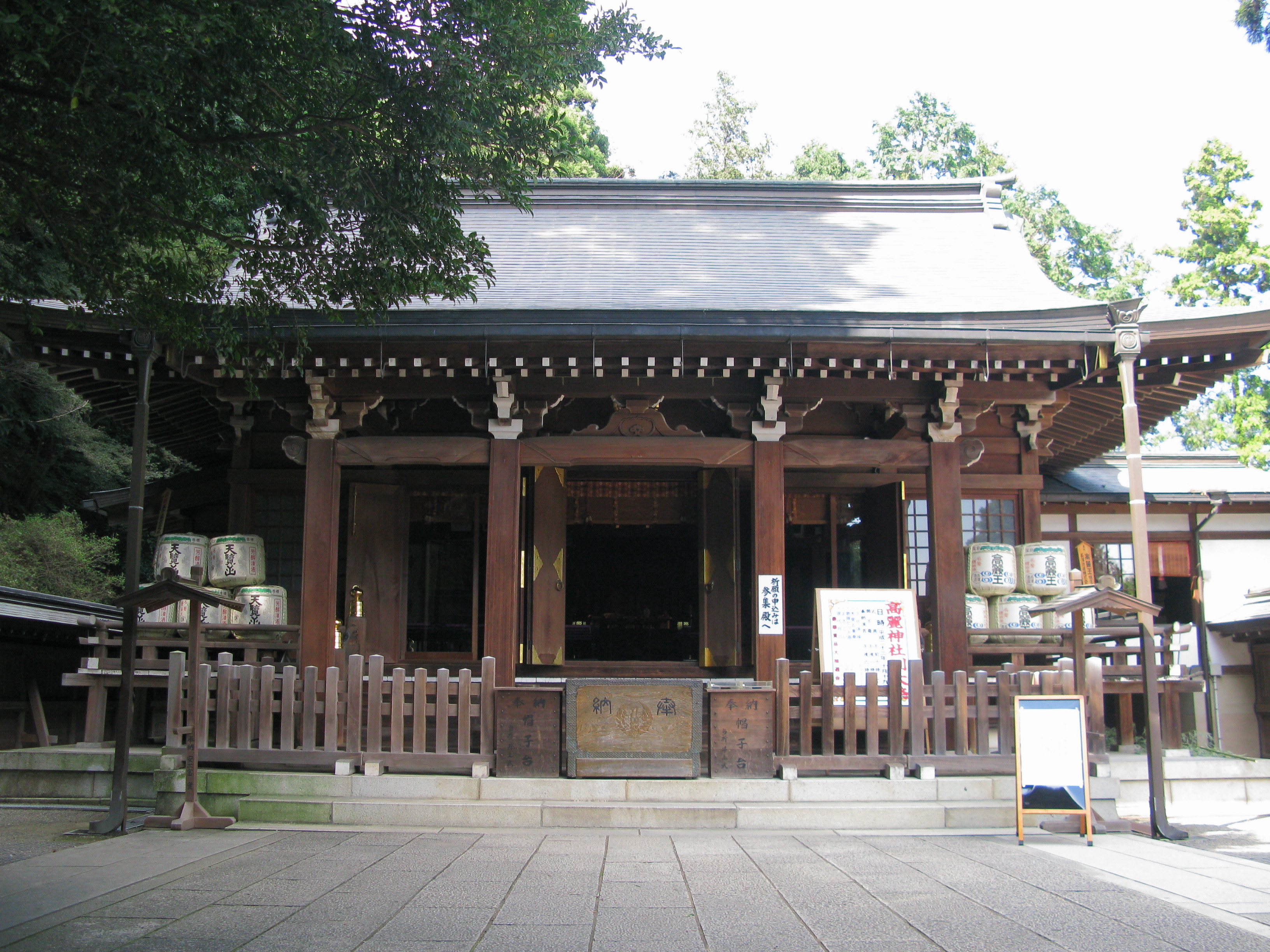
高麗郡のあった地に鎮座する高麗神社の拝殿

朝鮮半島の統一は、倭国に大きな影響を及ぼした。滅ぼされた百済や高句麗からは多数の亡命者が日本列島へ渡り、新羅からも仏教僧らが逃れて来て、倭国はこうした難民を受け入れた。高句麗からの亡命者には高麗郡を与えて、駿河、甲斐、相模、上総、下総、下野に住んでいた遺民を武蔵国に移住させた。同様に新羅人には新羅郡（のちの新座郡）を与えている。上野、下野でも移住は行われた。高麗郡大領となる高麗若光には王（こきし）の姓が贈られており、百済の亡命者は豊璋の弟・善光が百済王（くだらのこにきし）の姓が贈られ、百済王俊哲などの人物を輩出した。桓武天皇の生母である高野新笠は、百済系渡来人の家系にあたり、2001年の明仁天皇による「ゆかり発言」に関連している（後述）。
白村江の戦いの敗北と、同盟国の百済の滅亡によって、唐や新羅から日本列島への攻撃が予想された。天智天皇は防衛のために最前線の対馬、壱岐、北九州に兵士として防人を配備して、連絡用の烽を用意した。そして西日本に山城の造営を始めて、これに百済の亡命者も協力した。大宰府の防衛は水城や大野城が担当しており、大野城と椽城は百済の専門家として憶礼福留らが作業を指導した。天智天皇が近江大津宮へ遷都した理由も、防衛のために交通の便がよい地を選んだとされている。唐が西方の吐蕃から攻撃を受けて東方への進出をやめるまで、日本と新羅は戦時体制が続いた。
ヤマト王権は防衛を整えるとともに、外交や貿易の施設として筑紫館（つくしのむろつみ）を設置した。大宰府が行政機能を有したのに対して、筑紫館は使節の宿泊や検問、貿易の取り引きをする施設となり、唐、新羅、渤海との交流に用いられた。

### 渤海・耽羅

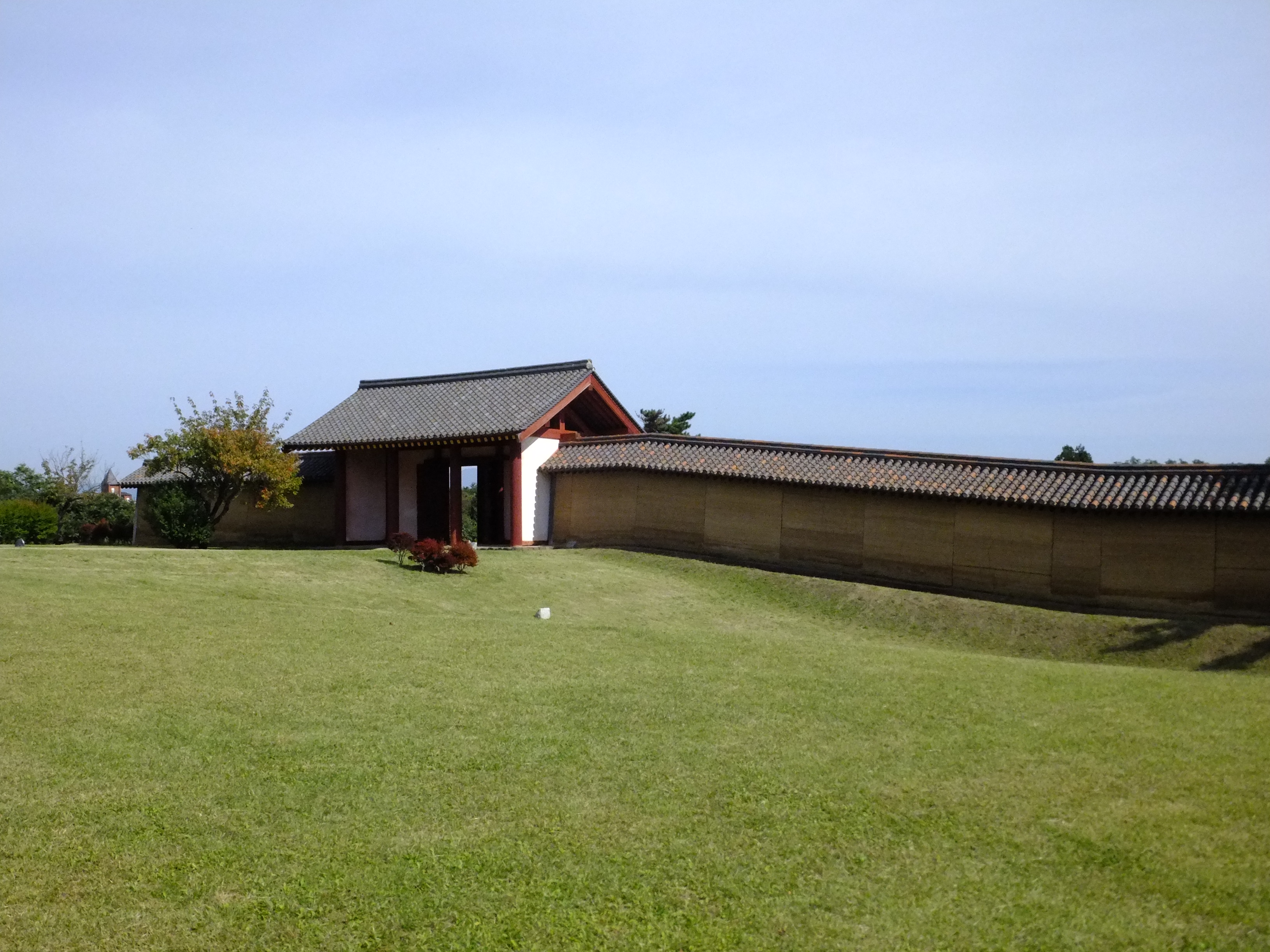
渤海使が訪れた秋田城の復元

高句麗が唐に滅ぼされた後、その遺民によって渤海が建国された。渤海は唐や新羅と対立したため、日本は渤海と同盟関係を結んで渤海使・遣渤海使を交換した。34回の渤海使が日本に対して朝貢を行い、出羽国の秋田城、越前国の松原客館、能登国の能登客院にも渤海使が訪れた。当初の渤海は日本との政治的な結びつきを重視していたが、渤海と唐の関係が改善すると貿易が重視された。
日本は、済州島に成立した耽羅との間にも7世紀半ばから遣耽羅使・耽羅使を交換した。のちに耽羅は、莞島とともに海上貿易の拠点となる。

### 律令国家と新羅・高麗

#### 律令国家の成立
日本列島では大宝律令が制定されて、それまで「倭国」を自称していたヤマト王権は「日本」を用いるようになった。外国に関する規定は中国の華夷思想をもとに定められて、天皇の統治の及ぶ地は化内、その外は化外となり、化外は隣国（唐）、蕃国（新羅、渤海）、夷狄（毛人、隼人）に分類された。これによって、奈良時代以降の日本は、朝鮮半島に朝貢を要求するという外交政策を進めた。朝鮮半島を統一した新羅は対等の関係を望んで日本と対立し、渤海は唐との関係が改善したのちは日本を冊封による宗主国ではなく貿易相手国と見なした。
新羅と日本の緊張関係により、遣唐使が朝鮮沿岸を経由できなくなるなどの影響があったが、新羅の王子金泰廉らは天皇に拝謁して貢物を献上した。朝廷の命を帯びない日本側の兵船300隻が突如、新羅を攻撃し、大敗したとの報が朝廷にもたらされた。朝廷は日本海側の沿岸防衛のために東海道、東山道に節度使を置き臨戦態勢を整えた。その後、九州で天然痘が蔓延したため、朝廷は東国からの防人の徴兵を廃止し、壱岐、対馬の防人は筑紫国の人々とすることを決定した。新羅に敗北した唐は新羅攻撃を計画して、日本に支援を求める。しかし当時の日本は天智天皇が崩御した直後であり、唐の使者に武具などを献上して出兵を免除された。唐の新羅攻撃は、チベットの吐蕃が西部の領土を攻撃したために中止された。唐の脅威の後退により、日本と新羅は臨戦体制から平時へと移行して中央集権化を進めた。

#### 朝廷と新羅・高麗
統一国家として体制を整えた日本と新羅は、互いの地位をめぐって対立する。遣唐使では、新羅使と外交席次をめぐって争った。藤原清河を大使とする遣唐使の際、唐の大明宮含元殿にて玄宗の拝謁をする席上で、東畔の第一がチベットの吐蕃、第二が日本で、西側の第一が新羅、第二がイスラム帝国を指す大食であった。副使である大伴古麻呂が、新羅は日本の朝貢国であるのに日本が下位であるのを不服として抗議し、唐の将軍呉懐実は古麻呂が中々引く気配がないことから日本を第一の席に変更した。この翌年、小野田守が遣新羅使として派遣されたが、新羅の対応を不服として任務を果たさず帰国する。
唐で安史の乱が起きたという情報が日本にもたらされると、藤原仲麻呂は大宰府をはじめ諸国の防備の強化を命じる。新羅使の金貞巻が日本を来訪した際に、大宰府に派遣された藤原朝狩が貞巻を尋問したところ、貞巻は国書を持参せず、17階中11階と下級官吏であることが判明した。日本は貞巻を賓待に値せずと追い返して、新羅の外交を非礼として新羅遠征の機運が高まった。朝廷は武蔵国・美濃国両国の少年20人に新羅語を収得させるとともに東海道、南海道、西海道に節度使を設置した。そして新羅征討計画が立てられるが、後の孝謙上皇と遠征の主導者である仲麻呂との不和により実行されなかった。そして紀三津を最後として遣新羅使を停止し、日本は新羅との国交を断絶した。国交がなくなったために外交使節による管理貿易も停止されたが、これによって日本と新羅の私貿易は増加した。
9世紀中頃になると、新羅は内紛で政情が不安定となる。統制がゆるんで新羅人が九州や対馬で海賊行為や沿岸の襲撃を行い、新羅の入寇として日本は対策に追われた。断交後も新羅商人の入国・貿易を認めていた朝廷も、貿易を口実に日本の政情をうかがう新羅人の存在を知り、藤原衛の奏上に基づいて、商人以外の新羅人の入国を禁止した。この時期には国内で応天門の変が起きており、日本国内の政権抗争と同時期に入寇などの対外的緊張が起きたために新羅を排斥する傾向が生み出された。新羅の弱体化によって朝鮮半島は三国が並び立つ後三国時代となり、混乱は続いた。
後三国時代から新羅が滅んだのちに、高麗が半島を統一するが、北方の異民族である契丹や金の侵入と各地の豪族の内紛が続いた。高麗の南原府の咸吉兢が対馬に漂着し、次には金海府の李純達が大宰府に到着した。高麗使が日本に入朝して国交を求めたが、朝廷は朝貢以外を認めないとして拒絶した。このために高麗や女真は日本沿岸を襲撃して、長徳の入寇や刀伊の入寇が起きた。高麗は両班制度で優遇された文人と、蔑視された武人が対立して、武人が国王に代わって政治を主導する武臣政権が成立する。武臣政権によって高麗王家が権力を失った状態は、モンゴル帝国の攻撃まで続く（後述）。政情が不安定な中で、高麗は仏教を国家制度に組み込み、仏教僧や寺院は税や兵役を免除された。

### 経済面

#### 青銅と鉄の入手

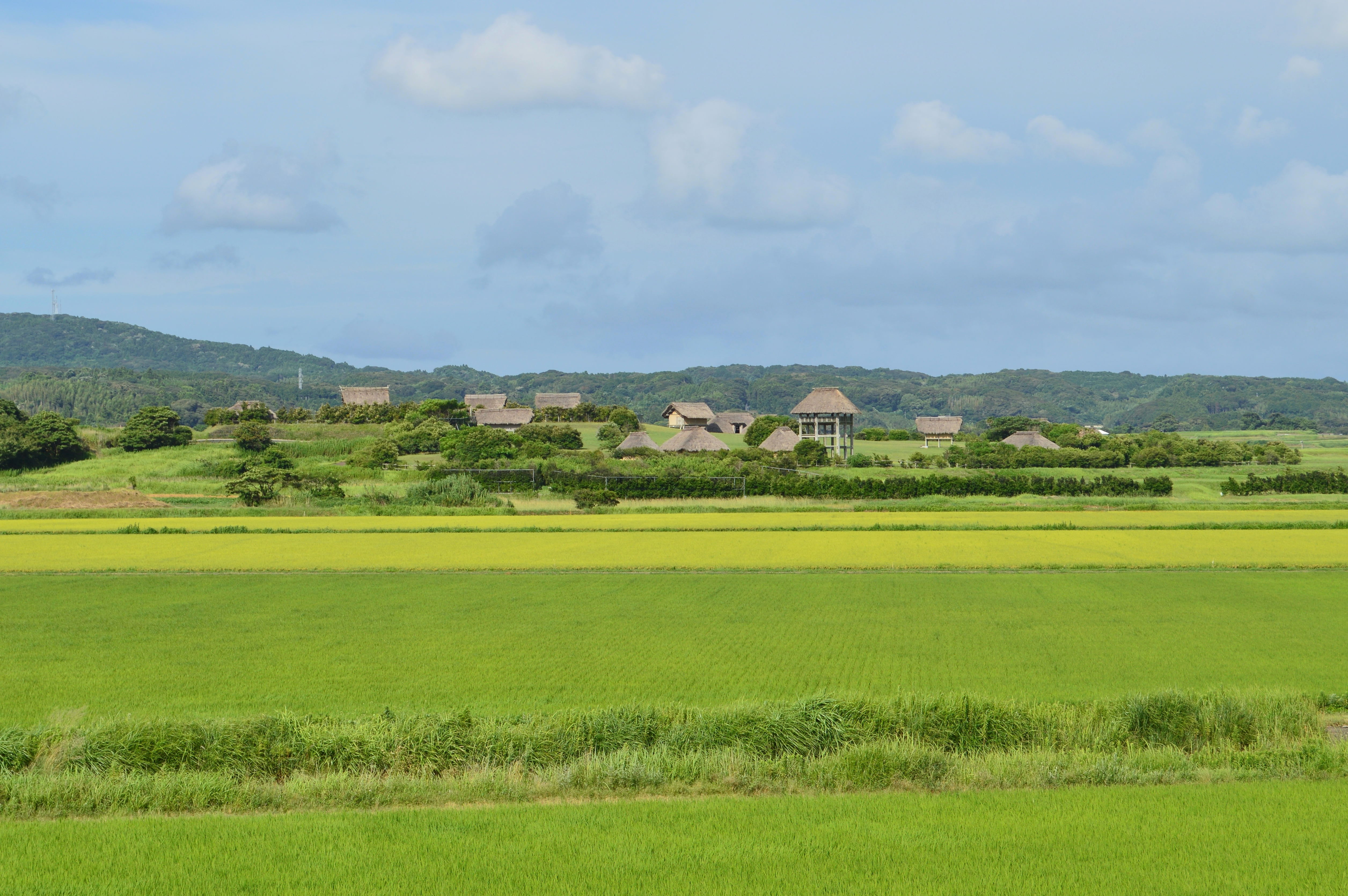
壱岐の原の辻遺跡。全体の総面積は100ヘクタールにわたり、一支国の首都とされている

朝鮮半島を訪れる弥生人の主な目的は青銅と鉄だった。朝鮮半島で鉄関連の資料がある遺跡のうち45%の場所で弥生式土器も発見されている。鉄鉱石が産する達川遺跡や、鉄交易を行なっていた勒島遺跡などがある。『魏志倭人伝』の一支国の首都とされる原の辻遺跡には人工的な港があり、大陸や半島南部との貿易拠点として建設されていた。漢が建設した楽浪郡では土器、青銅器、鉄器が生産されており、朝鮮人の他に日本人（倭人）も訪れて壱岐、対馬、北部九州へ運んだ。『魏志』弁辰伝には弁韓の鉄を求める倭からの来訪者が書かれており、『漢書』の地理志には「楽浪海中倭人あり」とある。銅鏡、鉄製品、ガラス玉など大陸の品を入手するために、日本側では海岸で生産した塩、そして稲や生口（奴隷）を送った。伽耶には、鉄を得るために倭人が訪れていたという記述が『魏志』にある。ヤマト王権による統一前には、邪馬台国、九州北部の奴国や伊都国、瀬戸内海の吉備氏などが朝鮮半島と貿易をした。倭国は倭錦や真綿などの絹製品や、九州北部の穀物を輸出した。『魏志』には、壱岐島や対馬が市糴（穀物貿易）を南北で行なったという記述がある。

#### 三国時代・新羅
倭国は三国の中で百済との贈答が盛んとなり、百済から贈られたとされる七支刀は石上神宮に現存する。朝鮮半島からは工芸品や技術者、倭国からは兵や武器、穀物、繊維品が贈られた。朝鮮半島から日本列島に来た渡来人には工人もおり、4世紀に帯金式甲冑、4世紀後半に馬具が製作されるようになり、農具や工具も輸入された。
ヤマト王権による日本の統一と新羅の朝鮮統一により、日本と新羅は遣新羅使と新羅使が管理貿易を行なった。これが外交の緊張で使節が滞るにともない、新羅の海商が活動した。安史の乱によって唐の政情が不安定になると、陸上より海上の貿易が増加して、日本、新羅、唐、中国沿岸のイスラーム商人などが航海をした。海域の安全保障に貢献したのは、新羅の張保皐だった。張保皐は海賊の奴隷貿易を取り締まり、耽羅や莞島を拠点として日本・新羅・唐で貿易を行う。新羅商人を通じ、中国に入ってくる波斯国、天竺などの産物も日本にもたらされた。律令法では購入権が朝廷、官司、貴族の順番で決められており、貴族が新羅の輸入品を買うには買新羅物解（ばいしらぎもののげ）という文書で申請が必要であり、こうした記録が正倉院文書として残っている。日本の輸出品は真綿、絹などで、新羅の輸出品は朝鮮人参、佐波理と呼ばれる合金製の食器、顔料、黄金、香料などだった。最後の遣唐使の一員として留学をしていた僧の円仁は、張保皐や新羅商人の助けにより唐からの帰国を果たした。円仁の旅行記『入唐求法巡礼行記』には、治安が悪化する長安での生活、唐人や新羅人との交流、新羅商人の航海の様子が書かれている。

#### 採掘

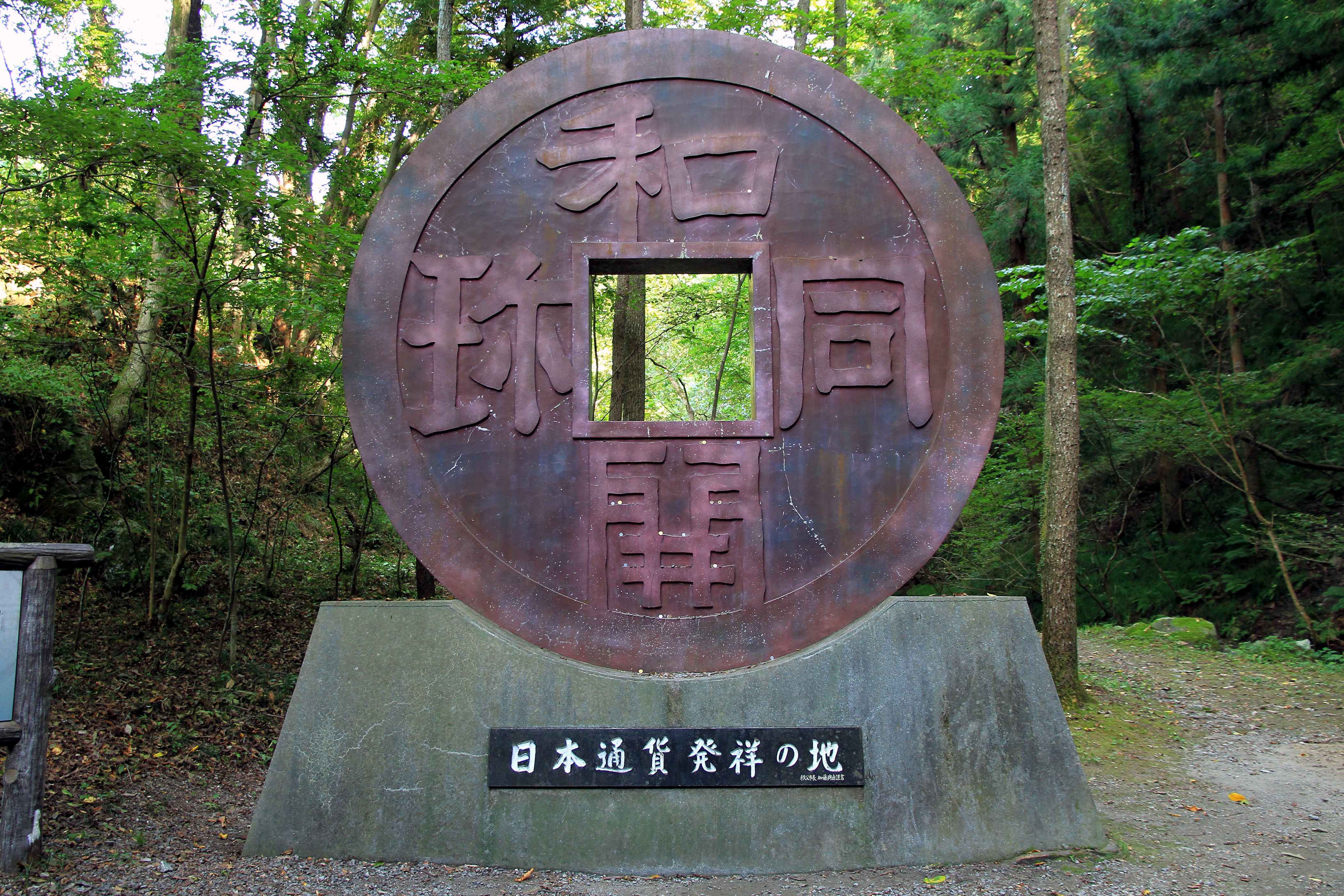
和銅遺跡にある大型モニュメント

日本では無文銀銭や富本銭などの貨幣の鋳造が始まっていたが、最初に全国的な通貨となったのは和同開珎とされる。和同開珎の発行は元明天皇の時代に武蔵国秩父郡で和同（にぎあかがね）と呼ばれる純度の高い自然銅を発見して献上したことが契機であった。これを記念して和銅という元号が定められて、和同開珎が発行された。この自然銅の発見に貢献した３名のうち１人が、渡来人である金上无であった。金は702年に従五位下に叙されたが、和銅を発見した功績によるものと見られている。

#### 渤海・耽羅
渤海貿易では日本の絹織物が輸出される一方、渤海からは貴族の間で珍重された虎や貂が輸入された。日本では渤海に対する回賜が財政の負担となり、朝貢の期間を12年に1度と変更した。済州島の耽羅も倭国に対して朝貢を行った。

### 文化面

#### 漢字
| 稲荷山古墳出土鉄剣（国宝）埼玉県立さきたま史跡の博物館展示。左は表面、右は裏面。 |  | 稲荷山古墳出土鉄剣（国宝）埼玉県立さきたま史跡の博物館展示。左は表面、右は裏面。 |
| 稲荷山古墳出土鉄剣（国宝）埼玉県立さきたま史跡の博物館展示。左は表面、右は裏面。 |  |                                                                                  |

木簡の分析によって、日本の漢字使用の開始に渡来人が関わっていたことが認められる。日本列島における言語表現としての漢字は5世紀の金石文があり、稲荷山古墳出土鉄剣の漢字には、朝鮮半島の木簡と同じ用法が見られる。飛鳥時代の木簡には、朝鮮半島系の漢字表記があり、音読みの方法として呉音や漢音のほかに古韓音も用いられている。古韓音は古代の朝鮮半島系の音読みで、中国の上古音に由来する。こうして中国語とは構造が異なる日本語を漢字で表現するための試行錯誤がなされていた。漢字は、7世紀までは朝鮮半島を経て日本列島へと伝わり、中国の漢字用法を直接に取り入れるのは遣唐使が始まった8世紀からとなり、新しい音読法として唐音がもたらされた。

#### 暦・占術
日本列島に暦が伝わった最古の記録は欽明天皇14年（553年）に百済に暦博士の交代や暦本の送付を求め、554年に暦博士が来日したという『日本書紀』「欽明紀」の記述である。百済の僧観勒は、暦本、天文地理書、遁甲方術書をもたらし、陽胡玉陳、大友高聡、山背日立らの師匠となった。

#### 儒教・仏教
百済からを中心として仏教が伝来した。百済は仏舎利のほかに僧侶、寺師、鑪盤博士、瓦博士、画工などの技術者をもたらした。百済の聖明王が欽明天皇に仏像、仏画、経典などを送り、高句麗は僧を送った。百済から倭国に経論や律師、造仏工も献じられ、新羅も倭国に対し調と仏像を献じた。こうして三国の文物は日本の飛鳥文化に影響を与えた。入朝した僧には、百済からの観勒、高句麗からの曇徴や、厩戸皇子の師になった慧慈がいた。日本から朝鮮半島に渡った僧もおり、百済で受戒して日本最初の尼僧となった善信尼や、高句麗で修行をした慧慈らがいる。高麗は仏典を収集して印刷するという国家事業を行い、高麗の精緻な仏典は有名となり、中世には大蔵経を求める日本からの使者が相次いだ。
応神天皇時代に、百済から招かれた博士の王仁が、儒教における四書の1つ『論語』をもたらしたという伝承がある。百済からの渡来人としては王辰爾も儒教の普及に貢献した。王辰爾や王仁のように「王」を姓にもつ者は、中国を出自にもつ百済人の可能性もある。

#### 技術・工芸

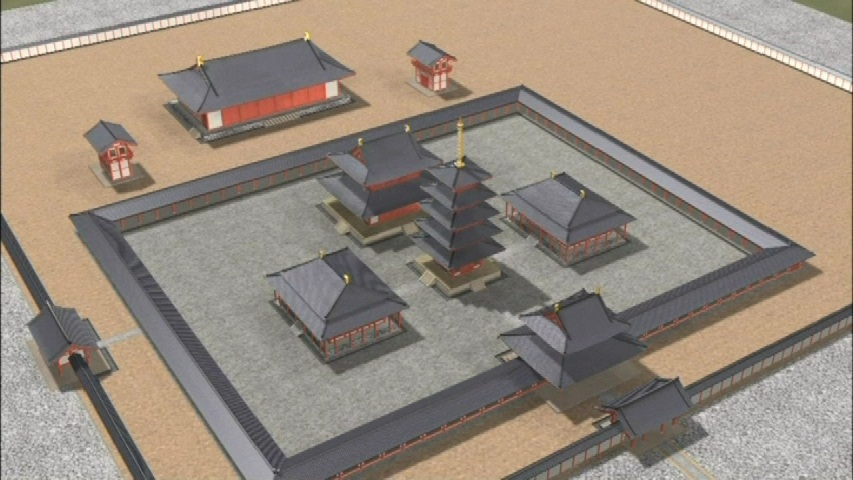
飛鳥寺（法興寺）復元図

朝鮮半島の南東には弥生式土器が発見されており、楽浪郡と北部九州をつなぐ弥生人の拠点があったとされている。焼き物の須恵器、金工や製鉄などの金属加工技術、カマドなどの技術は5世紀に日本列島に伝わって急速に普及した。朝鮮の栄山江には前方後円墳などの倭系古墳があり、日本には女木島古墳など朝鮮半島系の古墳がある。日本最初の仏教寺院である飛鳥寺の造営では、百済や高句麗が支援をした。建設では、蘇我氏の配下である渡来人技術者の東漢氏、忍沼氏、朝妻氏、鞍部氏、山西氏らが参加して、本尊の造仏には高句麗が黄金を送った。日本産の青銅器の発見は紀元前3-4世紀、鍛造の鉄器は紀元前3世紀前後で、当初は朝鮮半島から入手した素材を再加工した。鉄鉱石からの製鉄が始まるのは6世紀後半、銅鉱石からの製銅が始まるのは7世紀からとなる。日朝の古墳や交易地の遺跡からは交流を示す工芸品が発見されており、三累環頭、垂飾付耳飾、土師器、筒型銅器、晋式帯金具などがある。

#### 文芸・芸能
王仁は、『論語』とともに漢文の長詩『千字文』をもたらしたという伝承もある。『千字文』の成立は6世紀であるため、百済からの渡来人によることが王仁の説話に加えられたとされる。渡来人の歌人では、『万葉集』に歌を収録された田辺福麻呂や背奈行文らがいる。中国との外交において重要な交流の要素だった漢詩は日朝外交でも用いられて、新羅使や渤海使などの使節をもてなす際に漢詩の唱和が行われた。使者の回数が多かった渤海は楊成規や裴頲らの詩才のある使者を選び、日本からは在原業平、菅原道真、紀長谷雄らが唱和に参加して競い合う場面もあった。百済からは味摩之（みまし）の入朝により仮面劇の伎楽が伝えられて、外来芸能として発展していった。

## 中世

### 元寇

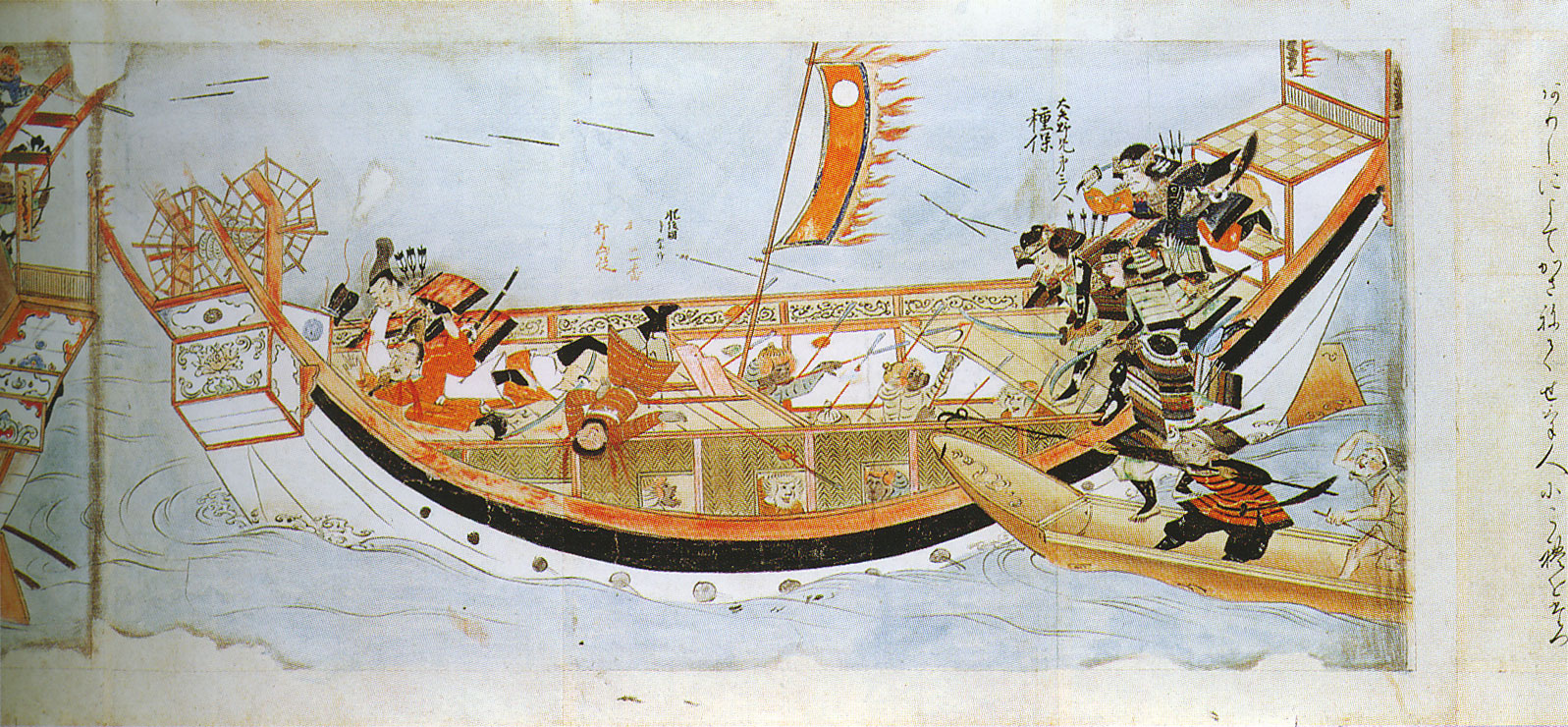
『蒙古襲来絵詞』から、元・高麗軍に白兵攻撃を仕掛ける日本軍。左端で首を取っている武士は竹崎季長

13世紀、高麗はモンゴル帝国（のちの元）のクビライに服属したのち、日本に対してモンゴル帝国への服属を迫った。日本の鎌倉幕府はこれを拒絶したため、高麗は元に日本侵略を提言し、元軍とともに日本を攻撃したが失敗に終わった。

#### モンゴル帝国の高麗攻撃、三別抄から日本への要請
モンゴル帝国は6度にわたるモンゴルの高麗侵攻によって高麗を服属させた。『高麗史』や『元史』によれば、高麗の官僚趙彜や、のちに忠烈王となる王世子の要請があったために日本攻撃が決定された。高麗国王はモンゴル軍によって王権を回復した際に、モンゴルの出征に積極的な協力をするという方針を定められており、そのため日本攻撃を進言したとされる。高麗がモンゴル帝国に服属すると、武臣政権の頃に設立された軍事組織である三別抄はモンゴルと高麗王に対して蜂起し、耽羅を拠点として日本へ救援を求めた。鎌倉幕府は三別抄からの要請に応じず、三別抄は敗北して朝鮮半島全土がモンゴルの勢力下となった。元の世祖クビライは高麗統治の方針を軟化させて、高麗軍は元軍とともに日本を攻撃する決定を下す。

#### 元の日本攻撃（文永の役、弘安の役）
元に服属した高麗は、日本へ元の国書を送るなど外交交渉を担当した。高麗の使者から国書を受け取った鎌倉幕府は、返書を送らないことを決定する。18歳の北条時宗が幕府執権となるが、さらに強硬な使者の来訪にも幕府は返書をせずに元の攻撃への対策を進め、元軍による攻撃が行われた。元軍は高麗人のほかに南宋人や女真人も含む多民族構成で、壱岐・対馬や博多において九州の御家人を中心とする鎌倉幕府軍と戦った。元軍の侵略は2回に渡って行われたが、2回とも日本の抵抗により九州への上陸は阻まれて季節的な暴風に襲われて壊滅した。日本の捕虜となった元・高麗軍の兵は、日宋貿易で交流があった南宋人は優先して助命されたが、モンゴル人、高麗人、女真人については処分が決まるまで各御家人に預けられた。元・高麗軍の捕虜は奴隷にされた他に、職能のある者は軍事技術者や大般若経の筆写事業などに採用されて、富豪になった者もいた。弘安の役の11年後に高麗使節の金有成が来訪し、高麗人の捕虜が日本で生きている点について感謝する国書を送っている。

### 倭寇
日本の南北朝時代から室町時代、朝鮮の高麗から朝鮮王朝にかけては倭寇と呼ばれる海上勢力が活発になり、中国や朝鮮半島の沿岸で海賊や密貿易を行った。14世紀から15世紀にかけての倭寇は前期倭寇とも呼ばれる。倭寇の原因としては、各国の治安悪化や貿易政策があげられる。日本は鎌倉幕府の滅亡後は南北朝の分裂や応仁の乱などで政情が不安定であり、高麗では元軍による占領の影響で国内が疲弊していた。このため両国では海域の治安を維持できなかった。中国では元のあとに建国された明が海禁政策を行ったため、沿岸の商人が密貿易や海賊行為に手を出していた。倭寇は日本人、朝鮮人、のちの16世紀には中国人やポルトガル人も混在した。
「倭寇」という文字は、古くは高句麗の好太王碑に見られる。中世における倭寇と同様の用例は元の時代からであり、藤原定家は『明月記』で、松浦党が高麗を攻撃したために高麗の恨みを買うことを憂慮している。『高麗史』には、忠定王の時代に倭寇の襲撃が始まったという記録があり、日本では観応の擾乱が起きていた時代にあたる。倭寇が固城・竹林・巨済・合浦などに侵入して高麗の崔禅らが迎撃しており、「倭寇の侵」の始まりとしている。前期倭寇の拠点は対馬、壱岐、松浦、済州島、舟山列島であり、襲撃した土地の人間を拉致して強制的に部下にする場合もあった。14世紀の倭寇は、米穀など必需品を狙っており、次第に大規模となって高麗の首都開京付近に迫った。藤経光の誘殺未遂事件による倭寇の活動の活発化も指摘されている。高麗では、倭寇の略奪から防ぐために政府の倉庫を内陸へ移して、全羅道や楊広道の沿岸は生活に適さない地域となった。沿岸部が荒廃して人口が減少すると、倭寇は騎馬隊でさらに内陸へと侵攻して、高麗で差別されていた水尺や才人の中にも倭寇に参加する者が出た。

#### 日本と高麗の倭寇対策
室町幕府は高麗と倭寇対策で協力する。高麗使節の金逸と金竜が派遣されて、室町幕府に倭寇対策のために交渉が行われた。九州探題として派遣された今川貞世は高麗の鄭夢周らと協力し、大内氏らとともに倭寇を討伐した。倭寇の捕虜となった高麗人の送還も行われて、高麗と対馬宗氏との通交も始まった。高麗と室町幕府の使者と国書に対する返礼は、のちの朝鮮王朝では朝鮮通信使として始まった。倭寇との戦闘で名を馳せた高麗の李成桂は、のちに朝鮮王朝（李氏朝鮮、李朝）を建国する。

### 朝鮮王朝（李氏朝鮮）
高麗は衰退する元の支配から脱し、武官の李成桂が紅巾軍、元軍、倭寇との戦いで功績をあげて台頭する。高麗は、元に替わって建国した中国王朝の明と対立するが、李成桂は明への進軍を命じられたのちに引き返して朝鮮王朝（李氏朝鮮、李朝）を創建した。李朝は建国時から明と関係が深く、国号の「朝鮮」は明から下賜されており、冊封関係は明の滅亡まで続いた。李朝は儒教の朱子学を信奉して華夷秩序を厳格に守る方針をとり、華夷秩序の中心である明に忠実な国となった。李朝からの朝鮮通信使は室町幕府の将軍に対して行なわれた。天皇は将軍の上位にありつつも国政を行わず、実権は将軍にあると李朝では解釈した。

#### 日本と李朝の倭寇対策
李朝は倭寇対策として壱岐と対馬の討伐を命じて、1396年の攻撃を行った。李朝は室町幕府に対して倭寇の禁圧を求め、中国からは明も同様の要請をした。要請を受けて、室町幕府では3代将軍の足利義満が倭寇を鎮圧した。義満は朝鮮へ使節を派遣し、管理貿易として日朝貿易が行われる。李朝の倭寇への懐柔策は効果をあげて、海賊行為から貿易へと変化したり、朝鮮に渡航する者が増えたが、同時に李朝の財政の負担が増えたために渡航者を制限した（後述）。明からも倭寇対策を求める使者が来訪して、室町幕府の第3代将軍足利義満は朝鮮と交隣関係を結び、明とは冊封関係を結んだ。
対馬は倭寇の拠点でありつつも、宗氏は倭寇対策で李朝に協力した。李朝は宗氏に使節を派遣し、日本の密航者の取り締まりを求めた。対馬は貿易の利益と自国の防衛のために、倭寇の情報を李朝へ送るようになる。対馬は各地の商人のネットワークを活用して、壱岐、博多、赤間関、肥前が情報源となった。

#### 倭館
李朝は、倭寇の拠点となっていた対馬を応永の外寇で攻撃する一方で、朝鮮半島に倭館を建設した。倭館は日本人（倭人）向けの客館であり、貿易で来航する日本人の居住や、倭寇の活動を貿易に変えて沈静化する目的も兼ねていた。李氏朝鮮は倭寇の懐柔策を行い、降伏して定住する日本人が増えて投化倭人と呼ばれた。こうして、さまざまな役割で李朝と交流をする日本人が増えた。朝鮮の官職を持って貿易も許された受職倭人や、港に定住する恒居倭人、日本の豪族の使者で使走船に乗る使走倭人などもいた。商人は興利倭人と呼ばれて、商船は興利倭船と呼ばれた。明が海禁政策で日本との貿易を公認しなかったこともあって興利倭人が急増して、李朝は対馬、壱岐、九州の諸大名の渡航許可書を義務づけた。李朝は対馬国に在留期限を超えた恒居倭人の帰国を求める使節の派遣を予定していたが、島主の宗材盛の急逝で使節派遣を延期した。15世紀末には恒居倭人は3000人近くに達して、恒居倭人の暴動は対馬も巻き込んで三浦の乱となった。三浦の乱ののちは、三浦での日本人居住が禁止されて、李朝が軍事機関の備辺司を設置するきっかけとなった。倭寇の影響もあってたびたび国交は断絶して、丁未約条や丁巳約条で貿易が再開される。入港地は釜山浦に制限されて、秀吉による朝鮮出兵まで続いた。

### 対馬

対馬海峡（朝鮮海峡）周辺の地図。対馬は、日朝の貿易や外交で重要な地域の一つとなった。済州島には、古代に耽羅があった。

対馬は日本列島と朝鮮半島の中間に位置することを利点として、古代から貿易を行なっていた。耕作可能な土地が少ない点も、貿易の必要性を高めた。朝鮮国王の世宗は倭寇の根拠地だった対馬を攻撃して、対馬守護の宗貞盛による反撃で撃退された。これを応永の外寇（己亥東征）と呼ぶ。室町幕府は李朝の方針を確かめるために無涯亮倪を世宗への使者として送り、李朝は回礼使として宋希璟を4代将軍足利義持のもとへ送った。宋希璟は、外寇の原因は倭寇にあることを説明して義持の理解を得た。のちに宗貞盛と李朝との間で嘉吉条約（癸亥約定）が締結されて通交が始まり、宗氏は年50艘の歳遣船を認められて活発に貿易を行った。加えて宗氏は特別時に使者を送る特送船も認められた。中世の貿易では中国の陶磁器が重要な商品であり、14世紀以降の対馬は高麗青磁をはじめとする朝鮮半島産の陶磁器も多く輸入された。のちの豊臣秀吉や徳川家康の時代には、対馬が李朝との外交を担当するようになる。

### 経済面

#### 倭銀

石見銀山。龍源寺間歩（入口）

日本は中世後期から銀や金の産出量が急増する。そのきっかけは、朝鮮半島からの技術だった。博多商人の神屋寿禎が、宗丹と慶寿という技術者を朝鮮半島から石見銀山に連れてきて、灰吹法という技術が伝わった。古代からの鉱脈だった石見銀山は再開されて、対馬や壱岐を経由して博多や朝鮮半島へ鉱石が運ばれた。灰吹法が各地に伝わると銀の産出量が増えて畿内や九州、貿易港に銀が流通した。当時は銀が国際的な貨幣であり、日本の銀は倭銀とも呼ばれて日朝貿易の重要な輸出品となる。

#### 日麗貿易・日朝貿易
日本と高麗に外交はなかったが11世紀から貿易が行われ、対馬の人間が最多で、ほかに筑前や薩摩がいた。日本は真珠、刀剣、水銀、柑橘類などを輸出し、日本船は進貢船とも呼ばれて年1回渡航した。元寇によっていったん貿易は途切れる。
李朝では、応永の外寇以降に貿易の管理を進めて、貿易を許可された日本人は受図書人と呼ばれた。日朝貿易は大きく分けると、(1)公式な通交である使節の進上と回賜、(2)官僚による公定価格を用いる公貿易、(3)商人同士による市場価格を用いる私貿易の3種類がある。取引額は(2)と(3)が大部分を占めた。(1)や(2)には九州探題・守護・国人のような外交と公貿易を兼ねた通交が許可されて、公式な使節は使送船を用いた。(3)には興利倭人と呼ばれた商人が多数おり、小規模な者は対馬の海産物や塩を穀物と交換して食料を入手していた。大規模な興利倭人は豪族の早田氏・中尾氏・小島氏のように朝鮮-対馬-筑前・肥前を結ぶルートで貿易を行った。日本が入港できる場所は、太宗の時代には富山浦と乃而浦で、世宗の時代に塩浦が加わって三浦とも呼ばれた。三浦の乱や倭寇の影響で、最終的には入港地は釜山浦となる。
倭銀の生産が増えてからは、日本の輸出品は銀、朝鮮の輸出品は木綿布だった。木綿布は帆船の帆布や衣料品として日本に普及した。もっとも貿易を活発にしたのは対馬の宗氏であり、他の地域は歳遣船が年1-2艘であるのに対して年50艘が認められていた。朝鮮からの輸出品は博多から国内に流通しており、対馬と博多の間は日朝貿易の往来が多かった。他に大内氏、九州探題の渋川氏、肥前の宗像氏、肥後の菊池氏、薩摩の島津氏なども渡航した。日朝貿易は一時中断したのちに15世紀中頃に再開されるが、これは李朝が密貿易に統制をかけようとした目的があった。
中世の東アジアでは中国の陶磁器が大量に流通する一方で、朝鮮半島からは高麗青磁が輸出された。高麗青磁は、朝鮮半島に近い対馬のほかに、東北の安東氏が治めた十三湊でも発見されている。

#### 偽使
偽使とは、名義を詐称する偽りの外国使節を指す。中世では朝鮮半島に行く偽使がおり、朝鮮側では偽使を中間詐為者や中間奸人と呼んだ。応永の外寇以後は、李朝との貿易には公式の使節である必要があり、使節を名乗って李朝を来訪する者が多数にのぼった。偽使のパターンとしては、(1)通行者の名義を借りる者、(2)通行者の名義を無断で使う者、(3)実在の有力者の名を詐称する者、(4)架空の有力者の名を詐称する者、(5)架空の国家の使節を詐称する者に分かれる。偽使が詐称した立場には、室町幕府の使節、対馬宗家の使節、大名の使節、琉球王国の使節などがある。琉球王国の偽使は、対馬や博多の商人などが中心となっており、琉球が日本の商人や僧に李朝との通交を委任するようになると発生した。第8代将軍足利義政の使者に夷千島王遐叉と呼ばれる人物が同行したことがあるが、民族の出自が定かではなく、偽使とする説もある。偽使ではないが、公式の外交担当者が外交文書を偽造することもあり、のちに事件となった。

#### 琉球王国と日朝貿易
琉球王国では明に朝貢していたほかに、日本や東南アジアと中継貿易を行っており、高麗の時代に中山王の察度が使節を送って朝鮮半島とも通交した。琉球は日本との関係を参考にして、高麗に対しても朝貢を行った。朝鮮側では琉球を四夷の一つと見ていたが、李朝になると形式的には対等の関係となった。琉球は日朝の貿易ルートに加わる形で、対馬や博多と共同で通交した。琉球船が対馬の倭寇に襲撃されたのちは、朝鮮への航海を停止する。そして安全保障のために倭寇を警固として雇い、通交を再開した。再開時の船主は、対馬の賊首とも呼ばれた早田六郎次郎だった。琉球は通交についても委託をして、博多商人の道安や佐藤信重らが琉球の使者として李朝を訪れた。琉球の朝鮮通交の目的の一つは『大蔵経』であり、李朝からの下賜で入手した。琉球と李朝の交流については李朝の歴史書『朝鮮王朝実録（李朝実録）』にも多数の記事がある。

### 文化面

#### 朱子学

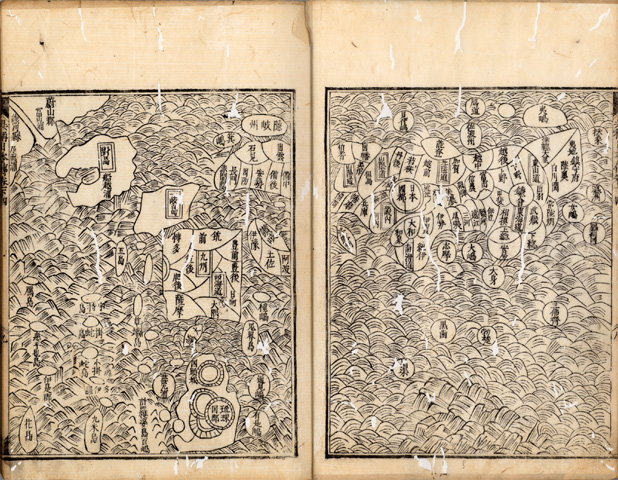
海東諸国全図

李朝は朱子学を重視して、明以上に儒教を重んじる国となり、華夷秩序の思想は李朝の外交政策に影響した。李朝は、明を中心とする世界観のもとで自国を藩属と定義して、明に宗属しつつ、隣国の女真、日本、琉球は夷狄と見なして対等の関係にあたる交隣関係を結んだ。

#### 外交文書の成立
通信使が始まると日朝では外交書も書かれた。朝鮮側では、宗希璟による『老松堂日本行録』や申叔舟の『海東諸国記』などの日本渡来記が書かれて、日本や琉球王国に対する基礎情報となった。日本側では、瑞渓周鳳が『善隣国宝記』を書き、日本初のまとまった外交文書となった。

#### 文芸・書画

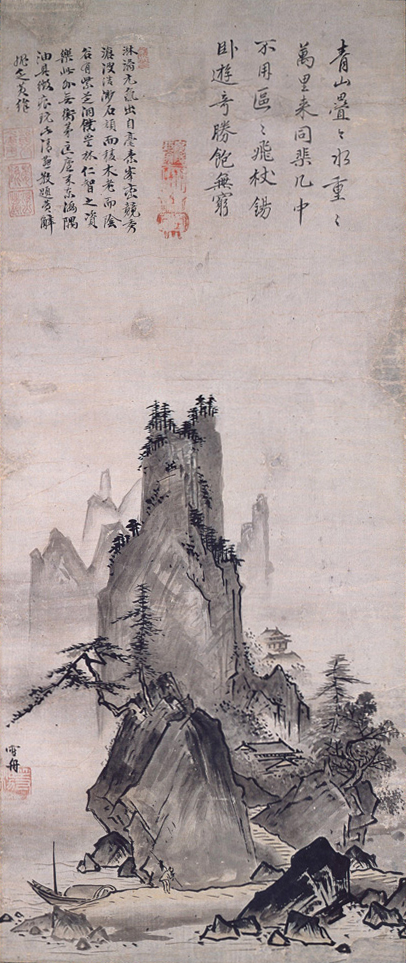
雪舟「山水図」。香雪美術館蔵

外交で漢詩を用いる習慣は中世でも続いており、交渉において詩が用いられる場合があり、外交官には詩文の能力が求められた。宗希璟『老松堂日本行録』にも日本人との漢詩の唱和が多数記されている。宗希璟の唱和の相手は僧であり、一般人には詩を贈ってもいる。朝鮮に行った日本使節の唱和は『朝鮮王朝実録』に無涯亮倪が世宗に詩を献上した記録がある。
室町時代以降には、掛軸に漢詩と水墨画を一体化して表現する詩画軸も日朝の交流に用いられた。詩画軸は下部に水墨画、上部に詩句を載せる構図であり、雪舟の「山水図」には朝鮮の官人李蓀と朴衡文の賛がある。
相国寺の画僧の周文が李朝への日本人使節に参加し、朝鮮に最長で4ヶ月の滞在をしたことから、その作風に朝鮮の水墨画が影響を与えた可能性について指摘があるが、室町時代の日本側史料に朝鮮絵画への関心を示す記録がなく、朝鮮側にも当時に制作された絵画の現存数が少ないことから、厳密な考証を欠いた曖昧な説となっている。

#### 文化財の流出
高麗では仏教勢力が私有地を拡大したために財政難に陥り、のちの李朝では朱子学が広まるにつれて仏教が排斥された。日本では禅宗が幕府に保護されて隆盛していたため、経典や仏具をはじめとする高麗時代の仏教文化財が日本へ流出した。中でも『高麗八万大蔵経』は、誤りが少ない良本として日本の諸勢力が求めており、朝鮮通交の大きな目的にもなっていた。木版印刷の『大蔵経』や鐘楼などは高値で取り引きされたために大量に日本に輸入された。

## 近世

### 女直の勃興
中世から続く日朝貿易は、間接的に明に大きな影響を与えた。日本が輸出した銀は、李朝を通して明と朝鮮の中間に位置する遼東にも流通しており、遼東の交易には女直（女真）が参加していた。女直は高麗人参や毛皮などの高級品を輸出して栄え、ヌルハチの支配によって勢力を拡大した。秀吉による朝鮮出兵以前にヌルハチは挙兵して、民族は満洲族と名を変え、やがて明に代わって中国を支配する王朝となる（後述）。

### 文禄・慶長の役（壬辰戦争、唐入り）
日本を統一した豊臣秀吉は中国の明の征服を企図し、対馬の宗氏を介して朝鮮に服従と明征伐の先鋒となることを求めた。対馬の宗義智は、秀吉の命令を変えて、朝鮮には秀吉の天下統一を祝賀する朝鮮通信使を送ってほしいと要請した。こうして約150年ぶりに通信使が派遣されて秀吉に謁見したが、秀吉は対馬が命令を変えたことを知らないために、李朝が降伏しに来たと錯覚した。秀吉は朝鮮国王に対して明の征服を先導するように求める書を渡す。
李朝には、通信使の派遣前から秀吉の朝鮮侵攻の噂が伝わっていた。そのため通信使の目的は、名目上は秀吉の日本統一を祝いつつ、噂の真偽を確かめることだった。しかし、通信使の正使黄允吉と副使金誠一は、それぞれ西人党と東人党という異なる党派に属して対立関係にあった。西人党の黄允吉は侵攻があると報告し、一方で東人党の金誠一は侵攻はないと報告をした。当時の李朝では東人党が力を持っており、金誠一の意見が採用された。のちに日本軍が一気に進軍できたのは、この誤情報も一因とされる。文禄の役ののちに通信使をつとめた黄慎は、関白は人臣であるため礼分の面では対等ではないが、天皇は政治に無縁であると観察した。
秀吉は明に行くために朝鮮半島を通行する要求を行ったが、李朝から良い回答がなかったため、朝鮮半島を攻撃した（文禄・慶長の役）。緒戦で日本軍は各地の朝鮮軍を破って平壌や咸鏡道まで進撃したが、伸びた戦線に対して義勇軍の抵抗を受け、李朝が宗属している明軍も参戦する。戦争の長期化を望まない小西行長などの領主がおり、明との講和交渉を優先させて、戦線を後退させたまま戦局は膠着した。秀吉の死去にともない日本軍が撤退して終戦となり、日本と中国・朝鮮軍との間で展開したこの戦争は16世紀東アジア最大の戦闘ともいわれる。交戦と治安悪化、食糧再分配と生産の崩壊と民衆反乱などもあり、朝鮮の国土は疲弊した。また、この時の騒動で役所に保管されていた戸籍なども燃やされ、その結果朝鮮半島では白丁が低減し、両班を自称する者が増加したと言われている。
文禄・慶長の役で荒廃した朝鮮半島の様子は、日本軍に従軍した僧の慶念による『朝鮮日々記』や、興福寺の僧による『多聞院日記』にも書かれた。

### 徳川政権による国交回復
秀吉の死後、日本では徳川家康による武家政権である江戸幕府が成立した。徳川家康は、秀吉の「唐入り」には消極的で朝鮮半島に派兵せず、朝鮮との国交回復を望み、宗氏を介して使節を派遣した。こうして徳川家康と李朝の間で国交回復の交渉が進められた。光海君は捕虜の送還や貿易交渉に応じ、己酉約条が結ばれて貿易が再開された。李朝は日本との正式な国交がある通信国となった。日朝の交渉を仲介した対馬藩は、早期の国交回復をさせるために徳川幕府の国書やそれに対する李朝の返答書を偽造、改竄していた。改竄が発覚して関係者が処罰される柳川一件が起こり、柳川一件ののちに貿易は幕府が管轄した。
日本人が国交のない地で救助された場合は帰国が保証されておらず、滞在が長期にわたったり帰国できない場合があった。日本、琉球、李朝、清では漂流民の送還が行われるようになり、朝鮮に漂着した日本人は、保護のもとで比較的に短期間で帰国できた、秀吉後の断交状態でも日朝相互の漂着民の送還は行われており、江戸幕府の寛永期には両国で漂流民を送還する体制が整えられた。1618年から1872年までに朝鮮から送還された日本人は1200人を超える。外国に漂着した者は、帰国後に他国への往来を禁じられて死亡時は幕府に届け出る必要があったが、朝鮮からの帰国者は緩和が進み、漂着前と同じ生活が送れるようになった。若狭国以西では、畠山氏のように漂流民の送還とともに李朝との貿易を行おうとする大名や、李朝に使者を送った大名もいた。

#### 朝鮮通信使

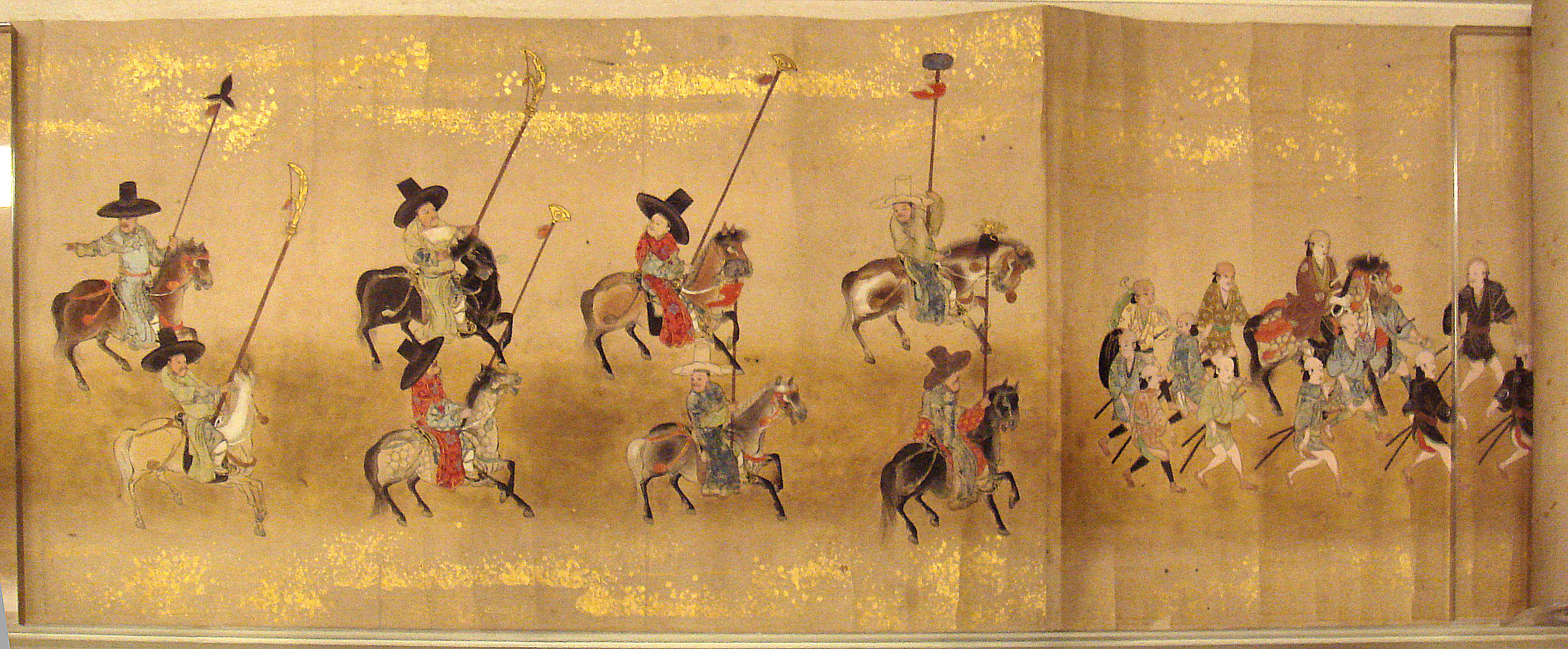
狩野安信『朝鮮通信使』大英博物館蔵。1655年・承応4年・孝宗6年

正式な国交がある通信国として、外交使節である朝鮮通信使も再開した。室町幕府に対しては4回訪日した朝鮮通信使が、江戸幕府では将軍の代替わりごとに将軍家を祝賀するために来訪して、公式の外交関係が保たれた。通信使は第2代将軍徳川秀忠の時代から始まり、国交回復までの回答兼刷還使3回と通信使が9回、約200年に渡って合計12回の来訪を行った。李朝では文禄・慶長の役の影響で警戒をしており、朝鮮半島での外交交渉は倭館に滞在する対馬藩の使者との間で行われ、将軍の使者は直接に朝鮮国王には派遣されず、日本使節は漢城や内陸部には入らなかった。李朝は江戸幕府の政治について、室町幕府と同じく国政を行うのは天皇ではなく将軍だと解釈した。そこで、室町時代と同様に将軍に対して通信使が派遣された。交渉の実務記録は、対馬藩の記録が宗家文庫として残っており、他に対馬藩儒の雨森芳洲による『交隣提醒』や『交隣始末物語』、松浦霞沼『朝鮮通交大紀』、草場佩川『津島日記』などがある。室町時代の外交文書『善隣国宝記』に続いて、江戸時代には『続善隣国宝記』も書かれた。対馬藩の藩儒である雨森芳洲は、第9次通信使の申維翰と親交を結び、申維翰は体験記として『海游録』を書いた。なお第9次通信使は江戸幕府の組んだ旅程に方広寺大仏(京の大仏)の拝観と、そこでの饗応の予定が組まれていたが、それを巡るトラブルが発生した。朝鮮通信使一行は、方広寺は秀吉の造立した寺であること、門前に耳塚があることを理由に、訪問を拒絶した。日本側は困惑し、一行に随行していた雨森芳洲は、「現在の方広寺は徳川の世(江戸幕府成立後)に再建されたもので、豊臣秀吉とは無関係である」との弁明を行ったが、詭弁だとして一蹴されてしまった。ただ上記の弁明は日本側の外交官としての立場上 行ったもので、芳洲の意に反したものだったようである。後に芳洲が著した『交隣提醒』では、方広寺での饗応は、江戸幕府が朝鮮通信使一行に巨大な方広寺大仏・大仏殿を見せつけ国威発揚を図る狙いがあったと思われるが、日本の一般大衆に「方広寺は秀吉の寺」と認知されているにもかかわらず、「方広寺は秀吉と無関係」とする嘘を重ねた事で朝鮮通信使一行の感情を逆撫でしてしまったこと及び、仏の功徳は大小によらないのに巨額な財を費やして無益な大仏を作ったと、一行に嘲られる事につながってしまったことを批判している。なお朝鮮通信使の旅程に方広寺が組み込まれた経緯について、芳洲は日本側の国威発揚が狙いではないかとしているが、寛永20年(1643年)の第5回朝鮮通信使一行が方広寺大仏の拝観を希望し、それ以降慣行化したためではないかとする反論もある。九州国立博物館は膨大な対馬宗家文書を所蔵しているが、その中に松平信綱から対馬藩主宗義成への書状があり、「朝鮮通信使が京へ着いた際に大仏見物をしたいとのこと。将軍の耳に入れたところ、許可を得たので通信使に伝えるように。また京都所司代にも伝えた。」と書き記されている。上記が第5回朝鮮通信使一行が方広寺大仏の拝観を希望したことの証左とされる。ただ第5回朝鮮通信使一行は、方広寺大仏を発願したのが秀吉だということを知らずに、大仏見物を希望した可能性もある。
日本は徳川家定が将軍となる頃に江戸城の西の丸の火災、凶作、マシュー・ペリーの浦賀来航が起きており、李朝では凶作により通信使の費用調達が困難となった。日朝双方で財政難や外圧の困難がありつつも、対馬での聘礼を合意する。しかし徳川家茂が将軍となる頃には、日米修好通商条約の調印やロシア軍艦対馬占領事件などが相次いだため、通信使の計画は実現されず、釜山の倭館や対馬の厳原で交流を保った。朝鮮通信使は、のちに世界の記憶に登録された（後述）。

### 華夷変態と小中華思想
李朝は16世紀末に南方の日本から攻撃され、17世紀には北方の清から攻撃を受ける結果となった。中国で成立した清は、日本と朝鮮双方の外交方針に変化をもたらした。遼東地域の女真が勢力を拡大して清となり、明が滅亡すると、日本では華夷変態と呼ばれた。中華の明が夷狄の清に変わったという意味であり、夷狄でも中華となり得るという概念が生まれた。李朝は清と宗属関係を結び、日本とは交隣関係を結んだ。李朝は清の藩属国となりつつも、朱子学のもとで清に対する批判も起きる。漢王朝の明の滅亡によって、中華の継承者は自国にあるという尊華攘夷・尊明排清の思想が主張されるようになり、これを小中華思想とも呼ぶ。
幕府と李朝の外交では、名称が問題となった。幕府の将軍は「日本国大君」を用いており、大君という称号は日本では諸侯の長を意味して国王と対等以上を意味したが、李朝では臣子に与える職号であり国王の下位にあった。両国は互いに都合のよい解釈をしており、交渉の窓口は対馬藩が担当していたので深刻な対立とはならなかった。この問題は、幕府が倒れて明治政府となった時に表面化する（後述）。

### 通信使と征韓論
幕府の公式文書では、通信使には来貢使という用語は使われていないにもかかわらず、民間では一方的な従属関係を示す来貢という言葉が広まった。通信使について当時の日本人は「朝鮮が日本に朝貢をしなければ将軍は再び朝鮮半島を侵攻するため、通信使は貢物を持って日本へ来る」という噂もしていた。李朝でも、そうした日本人の存在は知られていた。延享度の通信使の帰国報告では、幕府は諸侯に朝鮮入貢として知らせており、それまでの使節も知らぬふりをしていたと記されている。『朝鮮人来聘』や『朝鮮人来朝記』においても、三韓征伐や秀吉の朝鮮出兵を持ち出して朝鮮通信使を朝貢使節と見なしており、日本人が朝鮮通信使を朝貢使節団として捉えていたことがうかがえる。また、山鹿素行の『武家事紀』、本居宣長の『馭戒慨言』なども朝鮮通信使を朝貢使節とみなした。通信使の途絶は両国の財政難が理由だったが、通信使が途絶した際には朝貢を止めたと解釈する風潮が生じた。幕末には、清国広州の新聞に、とある日本人が寄稿した征韓論が掲載される八戸事件が起きる。こうした朝鮮観は、明治時代以降の日本の外交に影響を与えた。

### 経済面

#### 倭館の再開

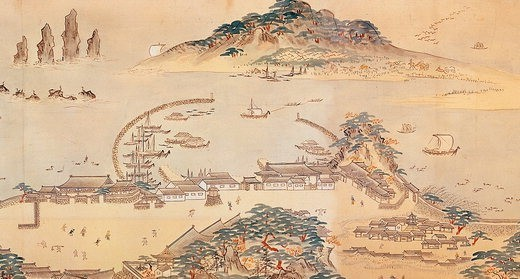
18世紀の釜山浦の草梁倭館図

倭館は豊臣秀吉による文禄・慶長の役で閉鎖されたのちに己酉約条によって再開された。釜山には日本人が生活する倭館が建設され、敷地は10万坪、人口は400人から500人ほどだった。江戸時代から明治初期にかけては、倭館が唯一の公認の日本人町だった。李朝は鎖国政策をとっていたが、日本とは正式な国交を保った。ただし文禄・慶長の役からの警戒もあって、日本人は首都漢城府には入れず、李朝が準備した釜山の倭館まで往来ができた。そのため、朝鮮からの情報は入手しづらい状態であった。
秋田藩の家老による『梅津政景日記』によれば、秋田の院内銀山には高麗にゆかりのある人物がいたという記録もある。

#### 通貨問題
対馬藩は幕府から朝鮮との貿易を許され、日朝貿易の窓口になった。また、薩摩藩によって武力で幕藩体制に組み込まれた琉球王国とも通交があったようである。朝鮮は中国産の生糸や、薬用として重宝された高麗人参を輸出して、日本は慶長丁銀で購入した。幕府では貿易による貴金属の流出が問題とされ、銀の含有率を低くした銀貨に切り替える。李朝では含有率が低い銀貨の受け取りを拒否したため、幕府は高麗人参専用の銀貨として人参代往古銀を発行した。日本は外交使節の朝鮮通信使にも銀を贈ったが、朝鮮側は銀を自国内には持ち込まず、朝鮮人被虜の送還費用や外交窓口である東萊府の資金とした。
日本は輸入品によって貴金属の流出が続いたために、輸入額が大きい品物を国内生産するという、現在の輸入代替にあたる政策も行われた。第8代将軍徳川吉宗の時代には、中国からの砂糖と朝鮮からの高麗人参が国産化された。吉宗の命令で草梁倭館は調査をすすめて、やがて日本では、お種人参という名で国産が実用化された。高麗人参の貿易で多大な利益を得ていた対馬藩にとっては、経済面で衰退する一因となった。

### 文化面

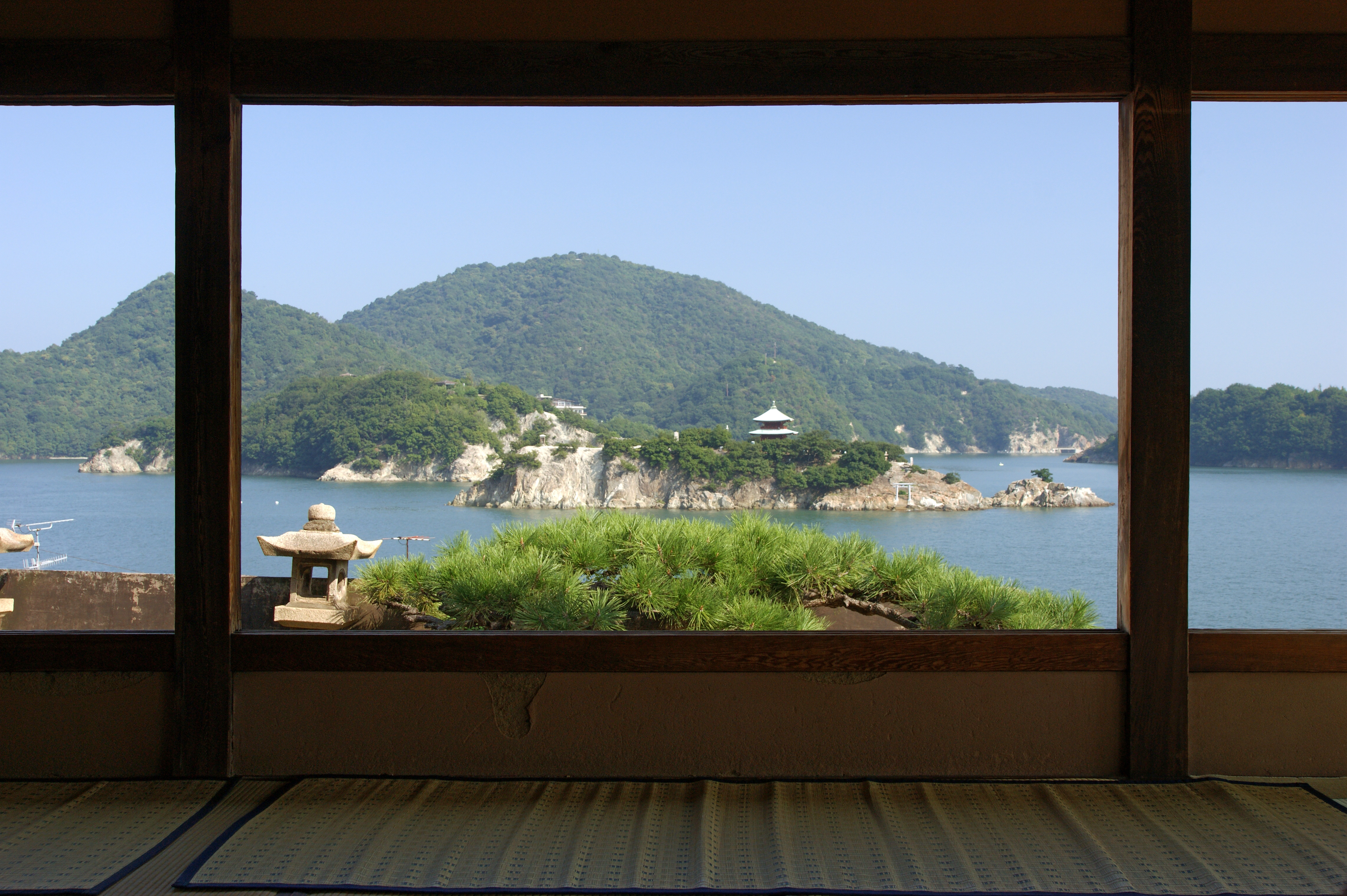
対潮楼から望む弁天島、仙酔島

朝鮮通信使は日朝の文化交流のきっかけともなった。迎賓館として福禅寺の境内に客殿の対潮楼が建立されて、日本の漢学者や書家らとの交流の場となった。『海東諸国紀』には日本の地図も収められており、江戸時代には日本で同書の写本が流通した 。
大名行列とは異なり、朝鮮通信使は外交官の他に、美しく着飾った小童や楽隊、文化人、医師、通訳などが随行員に加わっており、異国情緒を持った一種の見世物として注目された。揮毫（現代で言えばサイン）を求める者が多数にのぼって通信使の負担となったため、天和時以降は直接に頼むことは禁じられた。

#### 食文化・医学
トウガラシなどの作物は17世紀以降に日本から朝鮮へ持ち込まれており、サツマイモは趙曮が対馬で栽培を学び、凶作にも役立つ作物だと『海槎日記』に記した。対馬藩は朝鮮の食文化情報を幕府や各藩に提供して、通信使用の饗応料理を発展させた。やがて日本でも朝鮮料理本として『信使通筋覚書、朝鮮好物附之写』が刊行されて、焼肉、モツ料理、きみすい（キムチ）の作り方が解説された。
朝鮮には許浚の東洋医学書『東医宝鑑』があり、日本の医師は通信使と情報交換をした。幕府は良医を派遣するように要請して、李朝は内医院正から良医を選んで派遣した。日朝の問答は『桑韓筆語』や『倭韓医談』にまとめられている。

#### 儒教
藤原惺窩や林羅山をはじめとする日本の儒学者は、捕虜となった朝鮮の儒学者や、儒教の教養を持つ通信使と交流した。慶長の役で捕虜となった姜沆は、藤原惺窩の朱子学研究に影響を与え、姜沆は帰国後に日本の見聞記『看羊録』を書いた。文禄・慶長の役では大量の書籍が朝鮮半島から日本に運ばれ、のちに徳川家康の駿河文庫で林羅山らが保管した。日本が独自に儒教を発展させていた一方、李朝では朱子学、とくに性理学が中心であり、異説を認めない立場が強固であった。朝鮮の主流は伊藤仁斎や荻生徂徠、太宰春台らの説を批判したが、主流ではない実学は日本の儒学を評価した。

#### 文芸
通信使は漢詩など中国文化の素養があり、日本の文人墨客や民衆との交流がなされて詩文の唱酬の記録が多数作られた。律詩の書軸には、次韻の形式も用いられた。次韻とは、以前の書軸と同じ韻字を用いて唱和する形式であり、日朝交流の継続を希望して書かれた意図がうかがえる。詩人の許蘭雪軒は作家の許筠の姉にあたり、優れた漢詩を吟じたが李朝では評価されなかった。許蘭雪軒の作品はのちに明で評判となり、文台屋次郎兵衛によって日本にも紹介されて人気を呼んだ。

#### 書画・工芸

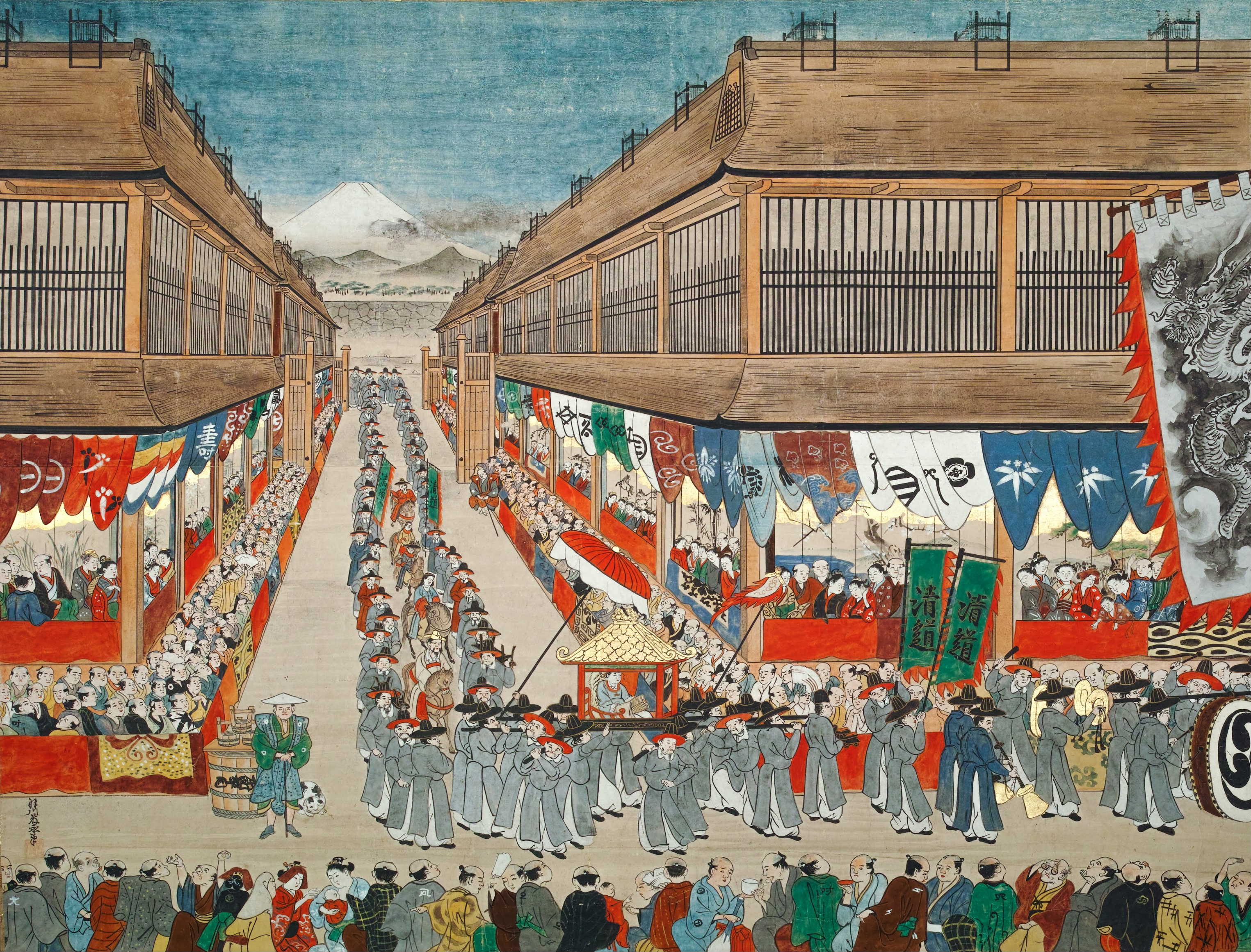
羽川藤永筆『朝鮮通信使来朝図』。江戸市中を行列する延享度朝鮮通信使の行列を描く。神戸市立博物館収蔵、池長孟コレクション。

通信使来日の際には行列絵巻が描かれて、『洛中洛外図』や『江戸図屏風』にも通信使が登場する。通信使を描いた画家には狩野安信、狩野益信、英一蝶、奥村政信、羽川藤永、歌麿、葛飾北斎らがいる。通信使の名前や肩書などの情報を載せた浮世絵版画はガイドブックとして人気を呼んだ。通信使の画員は日本画家と親交して、その活動は『古画備考』にまとめられて、日本からは狩野派の屏風絵を贈った。通信使は各地に墨蹟も残しており、徳川家光を祀る大猷院霊廟には『霊山法界崇孝浄院』が贈られた。
文禄・慶長の役において、大名は朝鮮から儒学者などと共に多くの陶工も連れ帰り、日本各地で陶芸が盛んになった。中でも肥前国の伊万里焼は、長崎貿易でオランダ東インド会社がヨーロッパへ輸出する品物にもなった。滋賀県東近江市五個荘の小幡人形などには、随行員である小童や楽隊を人形にした唐人人形もある。

#### 芸能
通信使を模したとされる芸能には、唐人おどり、唐子おどりなどがある。通信使が日光東照宮に参拝した影響で、名古屋東照宮や仙台東照宮の祭礼でも朝鮮風の唐人行列が出た。神田明神祭や山王祭でも通信使の仮装が出し物になったほか、朝鮮風の衣装で辻踊りも流行して幕府から禁止された。歌舞伎や浄瑠璃も通信使を題材とした。唐人殺しの事件は有名で、『世話料理鱸包丁』をはじめとして作品が作られ続けた。日本の舞楽は通信使に披露されて、猿楽や雅楽の演奏や、歌舞伎も披露された。雅楽の納曽利や陵王は朝鮮では楽譜が失われており、通信使に感銘を与えた。

## 近代

### 日本と朝鮮の開国
日本は江戸時代末期に欧米諸国に対して開港した。王政復古により成立した明治政府は近代化を目指し、李朝では国王高宗の父である興宣大院君のもとで鎖国体制が維持されていた。李朝は、欧米からの開港要求に対しては、清が宗属国であるとして独自の外交は行わず、武力行使も辞さなかった。李朝の宗主国である清や、南下政策を続けるロシア帝国に対する政策の一環として、日本は朝鮮半島に注目する。明治政府はまず王政復古を李朝に伝えるために、李朝の東萊府に国書（書契）を送るが、李朝は華夷秩序の観点から受理を拒否した。文書の中に「皇」「勅」などの文字があり、これらは天子である清の皇帝だけが使える文字であり、対等である日本が使うなら交隣はできないという理由だった。閔氏政権となっても交渉は進展せず、日本は武力によって江華島事件を起こして日朝修好条規を結んだ。明治政府はそれまでの対馬藩による交渉を曖昧私交として廃止して、明治時代以降の交渉は対立が先鋭化した。日朝修好条規について、日本側は独立国同士の外交と解釈していたが、李朝側では日本との交隣関係の復活であり、宗属関係には清があるという解釈をした。

#### 日朝修好条規
日朝修好条規は日本側に有利な不平等条約だった。日本が開港の際に欧米諸国と結んだ条約よりも不平等な点が多く、開港場から4キロ以内の旅行や通商権、開港場における日本貨幣の使用、米穀輸出の自由、無関税なども定められていた。これによって、日本の対朝鮮貿易は拡大した。日朝修好条規によって朝鮮は日本に朝鮮修信使を派遣して、開化政策が行われた。日本は倭館の敷地を引き継いで日本人居留地を建設し、朝鮮は釜山港、元山港、仁川港を開港した。1880年に日本公使館が漢城に設置された。

### 日清戦争から韓国併合まで

#### 日清戦争
清は、日本とロシアの朝鮮進出を抑えるために、李朝に欧米との条約締結をすすめる。清の駐日公使館の黄遵憲は、修信使として来日していた金弘集に『朝鮮策略』という書物を渡して外交の助言を与えた。しかし清と李朝が宗属関係を強化すると、同等の待遇を求める他国が李朝との不平等条約を強化する結果をもたらした。兵士への俸給遅滞が原因で壬午軍乱が起きると清軍が朝鮮半島への駐屯を始めて、李朝では開化政策をめぐる対立が激化した。清への藩属を守ろうとする事大党と、清からの独立を目指す独立党が対立して、清仏戦争の影響で清軍が減少すると金玉均らの独立党はクーデターを計画する。竹添進一郎日本公使は独立党に協力をして、公使館の日本軍もクーデターに参加する。しかし、独立党と日本軍の攻撃を受けると事大党は清軍と協力して反撃し、日本軍は撤退して独立党は敗北した（甲申政変）。日本はクーデター失敗後に公使館の損害賠償を李朝に求めて漢城条約を結び、清とは天津条約を結んだ。

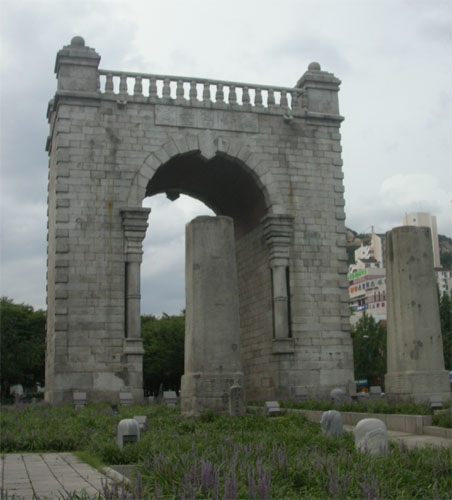
清からの独立を祝して建立された独立門。建設費用は独立協会が募金を行った

甲申政変後の朝鮮半島では、財政が悪化して収奪をする李朝政府や、不平等条約のもとで進出を強める日本と清に対する反発が高まる。それまでの政府内の運動ではなく、生活を脅かされた民衆の反乱が頻発して、農民軍による甲午農民戦争が起きる。日本軍と清軍は農民軍を鎮圧するために出兵したが、鎮圧後の撤退をめぐって日本と清が対立する。日本軍はクーデターによって閔氏政権を倒し、李朝政府を従属下におき、日清戦争が勃発した。日本軍が清軍に勝利すると農民軍は再蜂起したが鎮圧された。日本と清は下関条約を結び、李朝は清との冊封体制から離脱した。日清戦争中に成立した金弘集政権は、近代化政策として甲午改革を進めるが、日本の干渉で実現した政権であるため日本への従属が進む内容となった。井上馨公使の着任後に日本の内政干渉が強まり、大院君や王妃の国政関与の禁止、日本人顧問の大量採用、円借款などが行われた。

#### 大韓帝国の成立と日露戦争
三国干渉後の李朝では、日本の勢力を抑えるためにロシア帝国に接近する派閥ができて、閔氏が中心となった。金弘集政権を支持する日本は高宗の妃である閔妃と対立して、三浦梧楼公使らの計画により乙未事変で閔妃が暗殺される。三浦公使と金弘集政権は閔妃事件の隠蔽を試みるが、アメリカ人やロシア人に目撃されたために露見して国際問題となり、民衆が日本と金弘集政権への反発を高める結果となった。各地で義兵が起きて政府軍や日本軍との戦闘が起き、金弘集は殺害される。李完用らはロシアと協力してクーデターを起こし、高宗をロシア公使館へと移す。高宗は1年以上ロシア公使館で執政を行い、露館播遷と呼ばれた。ロシアは鉱山や森林の権利入手、政府軍の訓練、露韓銀行の創設などで進出して、欧米諸国もロシアに続いた。李朝では高宗が権力を強化して独立の維持をはかり、国号を大韓と改めて、高宗は皇帝に即位した。ロシアへの接近や政府権限の弱体化は改革派の懸念を招き、徐載弼や李完用を中心とする改革派は近代化と自主独立を確保するために独立協会を設立する。独立協会は法治主義、産業の育成、皇帝権力の制限、政府権限の強化、愛国心などを主張して、公開討論会である万民共同会を開催した。独立協会は立憲君主制のもとでの国政改革を目的としたが、共和制の樹立が目的であるとする誤情報が守旧派によって流布され、皇帝勅令で独立協会は強制解散となる。のちに大韓民国の大統領となる李承晩も独立協会に参加しており、弾圧によって逮捕された。独立協会の活動の一部は、一進会や愛国啓蒙運動に引き継がれた。
ロシア帝国は清で起きた義和団の乱の後も満洲の占領を続け、朝鮮半島にも影響を強めて日本と対立した。日露戦争が始まると、日本軍は漢城を制圧して韓国政府に日韓議定書を調印させて、朝鮮半島での軍事行動と内政干渉を強めた。日露戦争で日本が勝利した結果、ポーツマス条約においてロシアは大韓帝国への日本の優越権を承認した。こうして日本は朝鮮半島への植民地政策を開始して、東洋拓殖という国策会社を設立する。東洋拓殖は、日本列島からの移民と大土地所有の農業経営を行った。
ロシア帝国以外の列強にも、日本の大韓帝国支配を承認させるために、日露戦争中にアメリカ合衆国と桂・タフト協定、イギリスと第二次日英同盟を結ぶ。引き換えとして、日本はアメリカ領フィリピンとイギリス領インド帝国を承認した。

#### 日韓併合条約
朝鮮半島では抵抗が続いた。活貧党は両班や富豪、日本の鉱山主や鉄道事業者を襲撃して、小作農や貧民の生活改善のための政策を要求をした。要求には穀物輸出の禁止や開港場以外の外国商人の進出禁止、鉄道敷設権の禁止なども含んでいた。日露戦争後にも義兵運動が起き、日本軍も治安維持に出動した。武装闘争とは異なる路線として、独立協会を継承して国権回復を目的とする愛国啓蒙運動が起きた。愛国啓蒙運動は自国の歴史を知って愛国心を高めることを目的として、都市の住民や各地の両班が参加して、教育や出版による言論活動を行った。義兵や愛国啓蒙運動は、日本統治時代に朝鮮独立運動の基盤となった。朝鮮からロシアへ移住をして抗日運動を行う朝鮮人も増えて、ウラジオストクには新韓村という朝鮮人街ができて抗日運動にも活用された。
日本は第一次日韓協約により、韓国の財政と外交の顧問に日本の推薦者をおいた。第二次日韓協約により、韓国は外交権を日本に譲渡し、日本の保護国となった。高宗はハーグ平和会議に、日本の干渉を排除し韓国の外交権保護を要請する密使を派遣するが、既に日本の権益を認めていた列強からは認められなかった。このハーグ密使事件により、李完用らの勢力が皇帝退位へと動き、大韓帝国議会は高宗を退位させる。第三次日韓協約で日本が設置した韓国統監府によって内政も日本の管理下に入り、韓国軍は解体された。統監となった伊藤博文は、経済面から日韓併合に反対して保護政策の継続を主張した。伊藤は同じく併合反対派の曽禰荒助を次期統監とするが、伊藤の暗殺と曽禰の療養によって山縣有朋らの陸軍閥が対韓政策を主導する。こうして日本は日韓併合条約によって韓国併合を行った。

### 日本統治時代
日本は朝鮮総督府を通じて朝鮮半島全域を統治し、当初は軍事力を前面に押し出した武断政治を行った。第一次世界大戦は、産業構造の変化や労働者需要の急増など日朝に影響を与えた。第一次大戦末期にアメリカのウッドロウ・ウィルソン大統領が十四か条の平和原則を発表し、この原則に含まれていた民族自決は、日本の朝鮮人留学生に注目される。留学生は民族自決にもとづいて朝鮮半島の独立活動を行い、集会を警察に阻止されつつ、二・八独立宣言を発表した。この宣言書は、金瑪利亜（金マリア）によって秘密裡に朝鮮に運ばれ、三・一独立運動にも影響を与えており、日本では吉野作造らや東京帝国大学の学生が連帯を表明した。三・一独立運動はソウルから全国に波及したが、朝鮮総督府によって鎮圧される。日本内地における大正デモクラシーの影響もあって、武断政治は民生面の安定を重視した内地延長主義である文化政治に転換した。穏健派の斎藤実が朝鮮総統として派遣され、斎藤は公明正大で寛容な施政を行う一方で、反日運動に厳しい態度で接した。このため、朝鮮半島の統治下での反日運動は沈静化した。併合の結果、満洲の朝鮮系住民に対する支配権や、間島では朝鮮と満洲の国境問題が生じた。

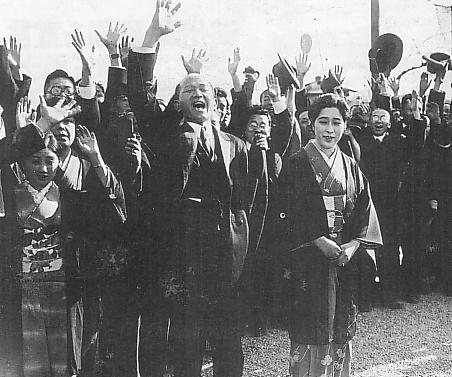
東京府4区の衆議院議員当選を祝う朴春琴。初の朝鮮人代議士

日本で普通選挙法と治安維持法が制定された時は、朝鮮には普通選挙法は施行されなかった。普通選挙法は属地主義のために、朝鮮半島に住む者は日本人と朝鮮人ともに適用されなかった。内地と呼ばれた日本に住む朝鮮人は選挙権・被選挙権があり、選挙で議員に当選する朝鮮人もいた。

#### インフラストラクチャーと植民政策
この期間に日本は朝鮮半島のインフラの整備と産業の振興をすすめた。朝鮮人にも高級将校や高級官僚への門戸を開放し、後の朝鮮発展の礎となる人材を養成した。朝鮮人は、日本軍の陸軍士官学校に入学することができた。朝鮮人士官の多くはのちに韓国軍に引き継がれて、第二次大戦後の韓国独立後は朴正煕大統領を筆頭に政界に進出する者もいた。独立後に第4代大統領となる尹潽善は、高宗時代に皇帝のもとで財をなし、日本の統治下でも繁栄した資産家の出身だった。
朝鮮総督府のインフラ整備と並行して、朝鮮半島への植民政策が進められた。日本からの移住者は、日韓併合後に33万人に達した。朝鮮総督府の土地政策（後述）によって確保された土地にも移住して、最終的には北部に27万人、南部に50万人となった。

#### 土地政策
土地詐欺を防止するための啓導・啓蒙を繰り返し、農民たちは自分の土地が測量されて地籍に上がるのを見て、積極的に協調したとされる。一方で、朝鮮総督府の土地調査事業や産米増殖計画によって、土地を取得する日本人と土地を失う朝鮮人が増加して、間島や東辺道を中心として80万人ともいわれる朝鮮人が満洲へと流入した。火田民や土幕民となったり、日本へ渡って定住や出稼ぎをする者が急増した。土地を追われた者の中には抗日運動に参加する者も多かったが、朝鮮総督府は流入を放置して、抗日運動家の取り締まりという名目で警察権を租借地へ拡大する口実とした。朝鮮人への対応を朝鮮総督府が放置した結果、朝鮮人と中国人の対立が激化して、万宝山事件のような衝突が起きた。これらの事件は、強硬論を盛り上げて満洲事変を起こすきっかけの1つとしても利用された。朝鮮人にはソ連国内を拠点にして抗日活動を行う者もおり、日本の満蒙問題には、朝鮮統治の安定化と共産主義対策も含まれるようになった。

#### 民族政策

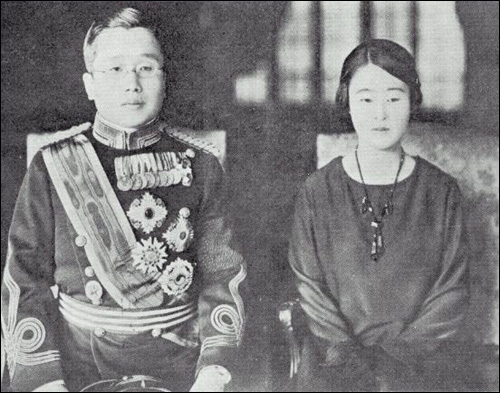
李王家の皇太子李垠と結婚した梨本宮方子女王（1923年）。

併合後の大韓帝国の皇族である李王家については、皇帝に対して「大公」という尊称を用いる案を外務省が出した。これは日本の皇太子の下、親王の上に位置する地位を意味しており、アルファベット表記は Grand Duke で、西欧の身分制度を参考にしていた。皇帝を天皇の臣下とするのは反発が予想されたため、その対策も兼ねていた。大韓帝国側では、「韓国」という国号と、清と冊封関係にあった時代の「王」を踏襲を求めた。交渉により、最終的に大韓帝国皇室は王公族となった。
日本の植民地では皇民化政策が進められ、朝鮮総督府では朝鮮半島と内地を平等に扱うという内鮮一体が提唱された。満洲国の民族協和である五族協和にも朝鮮人が含まれており、「和・韓・満・蒙・漢」となっていた。しかし実態としては平等ではなく、満洲国では非公式に日本人が1等、朝鮮人が2等、中国人と満洲人は3等とされ、食事や賃金にも格差があった。実質的に満洲を支配した関東軍は日系官僚への指導において、朝鮮人と中国人を疎遠にさせて統治するという方法が書かれた冊子を配布した。

#### 労働・兵役
朝鮮人は住所に関わりなく1945年まで兵役は免除されていたが、朝鮮人にも志願兵の募集が行われ、軍人・軍属として戦地に赴いた者も存在した。当時陸軍を中心に、アジア・太平洋戦争における日本民族の人的消耗を避けるため外地民人の人的資源の活用は避けられないとする意見が広まっており、朝鮮における徴兵制はその帰結であった。終戦前には徴兵制が施行され朝鮮人が入営し訓練が行われたが、終戦により戦闘には投入されなかった。
国家総動員法は在日朝鮮人も対象となったが、労働力不足は解消されず、石炭、土木、金属鉱業の企業では朝鮮半島からの労働者を募集した。しかし劣悪な労働環境や条件の情報が広まると募集に応じる人数は減り、企画院は強制的に朝鮮半島から労働者を連行する労務動員計画を開始して、在日朝鮮人には国民徴用令、朝鮮半島では一般徴用令を適用した。これらの日本統治時代の朝鮮人徴用は朝鮮人の反発を招き、警保局の資料によると1944年から紛争が急増して毎日約1件の争議が発生した。また、入国管理局の資料によれば、1939年-1945年までに22万人以上が逃亡した。密航 で内地に向かった労働者や、慰安婦として働く女性も存在した。

### 在日朝鮮人社会
最初の朝鮮町は、現在は大阪市の生野区内の地域が1909年に記録として残っている。日本人の家主が朝鮮人への賃貸を避けようとしたため、当初は海抜ゼロメートル地帯や工場付近など日本人の少ない場所で定住が進んだ。朝鮮半島での不況と農民層の解体、そして内地の労働需要によって、内地へ渡航する者や出稼ぎで往来する者が急増した。特に第一次世界大戦後には日本の労働需要が高まり、内地の大学に留学する者もいて、在日朝鮮人は1915年の約4000人から1920年には3万人、1923年には9万人と急増して、1920年代に在日朝鮮人社会が形成された。日本人との朝鮮観をめぐる争いも起き、東京府立第一中学の校長を批判して退学処分となった者の中には、三・一独立宣言に署名した崔麟もいた。朝鮮人への蔑視は日本人側からも問題視されて、駐韓日本大使の林権助が日本人への訓令を発する事態となった。
朝鮮人は安価な賃金で働き、日本の労働者からは就業機会を奪うとして反発を招いた。また、朝鮮半島の民族運動が内地では不逞行為として報道されて悪印象につながり、これらが原因となって関東大震災では朝鮮人虐殺事件が起きた。震災後の9月1日午後には、警察や軍隊は朝鮮人に関する流言を是認して、朝鮮人の殺傷を行った。警察は9月3日に流言の打ち消しをしたが、軍隊や民間の自警団は殺傷をやめず、多数の朝鮮人、中国人、そして誤認された日本人が犠牲となった。日本政府は自警団のみの責任を追及して検挙して、個々の犠牲者についての公的な調査は行われなかった。官庁記録による犠牲者数は578人、朝鮮総督府の官憲調査による犠牲者数は813人にのぼった。
1920年代には家族での定住が増えていき、1930年の国勢調査では40万人のうち3万人が内地出身の二世となった。1940年に予定されていた東京オリンピックの際には、東京の深川や塩崎に在日朝鮮人が集められた。日本政府が植民地政策の結果である朝鮮人を海外の目から遠ざける目的で、朝鮮総督府の費用で埋立地の上に長屋が建設された。

### 独立運動・抗日運動
三・一独立運動の沈静化後は、朝鮮半島を出て、アメリカ、中国、ロシア領などで抗日運動や独立運動を行ったり、各地で支援を求める者もいた。

#### 大韓民国臨時政府

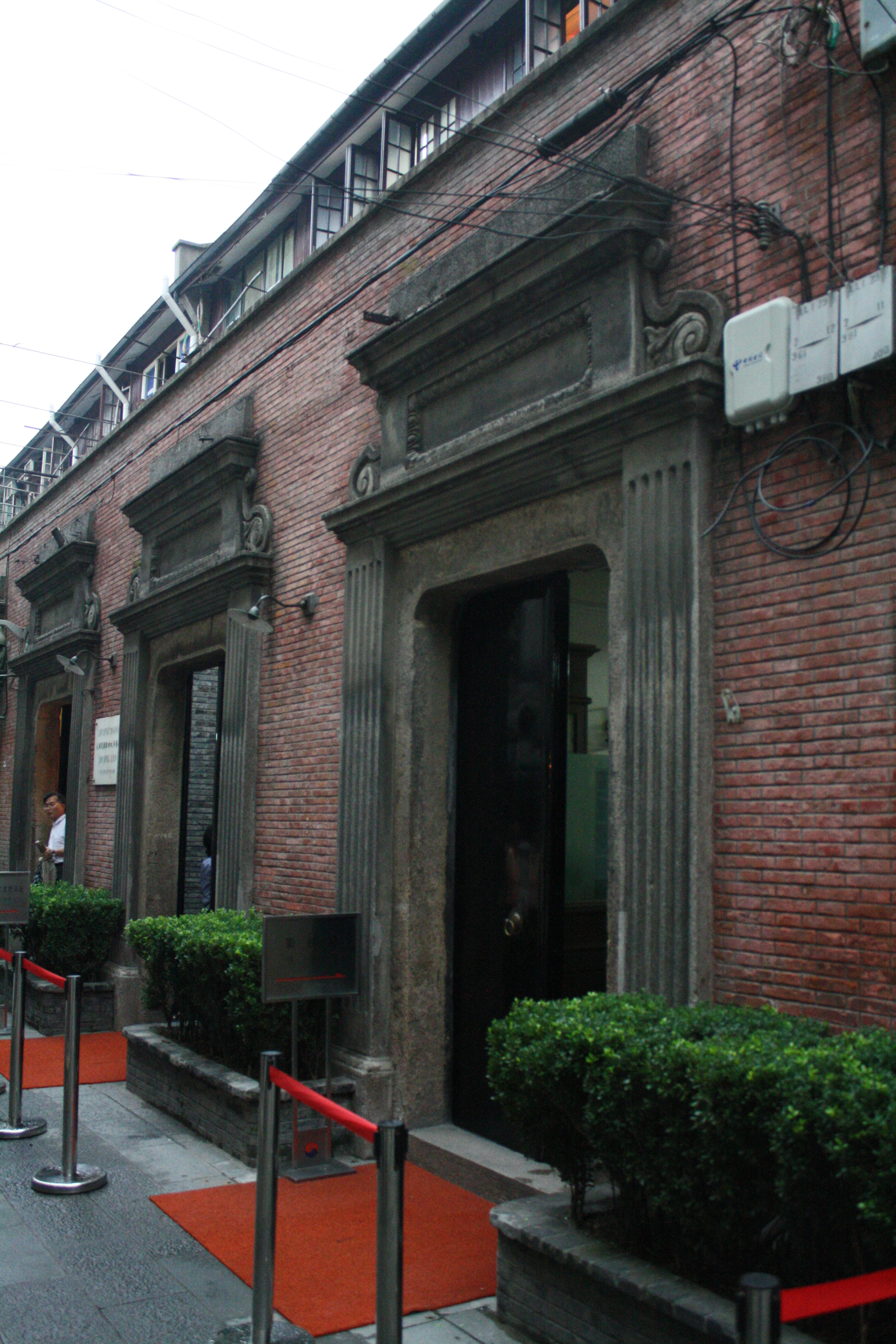
上海市の大韓民国臨時政府跡

かつて独立協会に参加した李承晩は、高宗の使者として渡米したことがきっかけでアメリカへ留学する。李承晩はウッドロウ・ウィルソンと親交し、日韓併合条約後は上海で大韓民国臨時政府の初代大統領となった。やがて李承晩は内紛により臨時政府を離れ、日中戦争が起きると金九が指導する臨時政府は重慶へ移って、蔣介石の中国国民党と協力した。李承晩は韓国を国際連盟の委任統治領にする要請をしており、韓国の独立のためにはアメリカの支援が不可欠とも考えた。このために即時独立を目指す独立運動家からは反発を受けたが、日本の降伏によって李承晩の主張に近い形で韓国が解放されて評価を高めた。李承晩の亡命生活は通算40年におよび、大戦後に帰国して大韓民国を建国する。

#### 抗日パルチザン
朝鮮北部から満洲国にかけては、抗日パルチザンが活動した。抗日パルチザンはソビエト連邦の赤軍や中国の中華民国軍と協力する局面もあり、ロシア内戦では赤軍・抗日パルチザン・中華民国海軍がニコラエフスクを破壊する尼港事件も起きた。金日成が中国共産党の指導する東北抗日聯軍に参加して抗日パルチザン運動を展開し、ソ連の第88特別旅団に編入されて帰国する。大戦後に金日成は朝鮮民主主義人民共和国を建国する。

#### 朝鮮半島の独立・抗日運動
朝鮮半島内では、民族運動家の呂運亨や、共産主義運動家の朴憲永らがいた。呂運亨は、総督府に監視されながらも連合軍の情報を傍受して日本敗戦後の建国準備を進めており、朝鮮建国同盟という地下組織を結成した。こうした活動が、終戦後の朝鮮建国準備委員会に結実する（後述）。

#### 在日朝鮮人
在日朝鮮人の抗日活動には、労働組合の運動と民族主義の運動があった。融和を目的とした相愛会などの団体は、日本の治安当局と協力関係にあったため支持が増えなかった。賃上げや雇用など生存権を重視する労働運動と、朝鮮半島の解放と独立を重視する民族運動は方針の統一ができず、朝鮮人の保護や生活救済によって同化政策を進める融和団体が優勢となった。各都道府県には協和会が組織されて、在日朝鮮人の統制と同化を目的に活動した。

### 第二次世界大戦の対日・対朝鮮方針
第二次世界大戦の連行国は、アメリカ、イギリス、中国国民政府によるカイロ会談を開催して、カイロ宣言を発表した。会談では朝鮮半島の安定を望む蔣介石によって朝鮮独立が求められ、宣言には連合国の対日方針として朝鮮半島の独立が言及された。カイロ宣言の内容は、のちのポツダム宣言に引き継がれた。連合国の中で民族自決と植民地解放を率先していたのはアメリカのみで、植民地を持つイギリス、フランス、オランダや多民族国家のソ連や中国は関心を示さなかった。

### 経済面

#### 貿易
日朝は日朝修好条規にもとづいて日朝通商章程を結び、日本は甲申事変後に政治的進出が後退する一方で、経済的進出を活発にした。日本の輸出はイギリスの綿製品で、紡績業の発展によって日本製へと移行した。朝鮮の輸出は米や大豆などの穀物が中心だった。日本の業者は朝鮮商人の客商に資金を提供して穀物を買い集め、朝鮮では米不足と米価高騰が起きた。朝鮮の地方政府は食糧問題を解決するために日朝通商章程で承認されていた防穀令を発令して穀物の域外搬出を禁じる。しかし前貸で穀物を買い付けていた日本の業者は、域外搬出禁止に対する損害賠償を求めて紛争となった。李朝の商人は不平等条約による日本と清の商人の進出に反発して、漢城で撤市（ストライキ）を行った。日清戦争で清が敗北すると、朝鮮は清への朝貢を終え、日本は朝鮮の植民地化を進める。朝鮮の輸出の80%から90%、輸入の60%から70%が日本向けとなった。

#### 産業労働者
日本に渡った朝鮮人は、当初は炭鉱夫や土工などの労働が多かった。炭鉱夫としての朝鮮人の雇用は1897年に筑豊で始まった。朝鮮半島では植民地政策の鉄道敷設のために鉄道工夫が雇用されて、日露戦争時からは兵站の必要から急増した。鉄道工夫は、のちに日本の鉄道敷設でも肥薩線や山陰線をはじめとして雇用が進んだ。第一次世界大戦で欧州からのアジアへの輸出が減ると、日本の輸出が増加して大戦景気と呼ばれる好景気が到来して、人不足となって紡績、炭鉱、土建で朝鮮人労働者の求人が急増した。朝鮮人の賃金は日本人の賃金の3分の2以下であり、日本人労働者からは反感を呼び、在日朝鮮人を迫害する一因となった。労働者の募集は日本企業に委託されたブローカーが行ったが、過酷な労働条件や虐待で朝鮮人に被害を出したため、朝鮮総督府が防止を試みる。しかし、総督府の規則は内地には及ばないため、悪質なブローカーは絶えなかった。渡航者の規制が撤廃されると1921年の約3万人から1923年には9万人となり、道路工事、上下水道工事、水力発電所工事の土工となった。過酷な労働で死者を出した事件もあり、読売新聞の報道がもとで明らかとなった信濃川逃亡労働者殺害事件がある。単身の出稼ぎが多く、1924年の調査では、土工の78パーセント、職工の86パーセント、日雇労働者の65パーセントが故郷に送金していた。

#### 労働運動
世界恐慌が起きると、中小の企業の倒産や工場の閉鎖が相次ぎ、朝鮮人労働者の多くはそうした職場であったため失業が急増した。中でも在阪朝鮮人の失業率は高く、日本人の約3倍となった。このため朝鮮人による労組の組織や、労働争議にも発展していった。在日朝鮮人労働総同盟が結成されたが、日本労働組合全国協議会との一体化を指示されると、3万人いた組合員数は2600人まで減少する。運動の過激化は一般の日本人の悪印象にもつながり、指導部の混乱や運動家の検挙によって衰退した。運動家には特高警察による拷問を受けた者もおり、日本の敗戦まで釈放されなかった。釈放された運動家には朝鮮総連の幹部となる者も多く、同組織の闘争的な方針につながる結果となった（後述）。

#### 金融

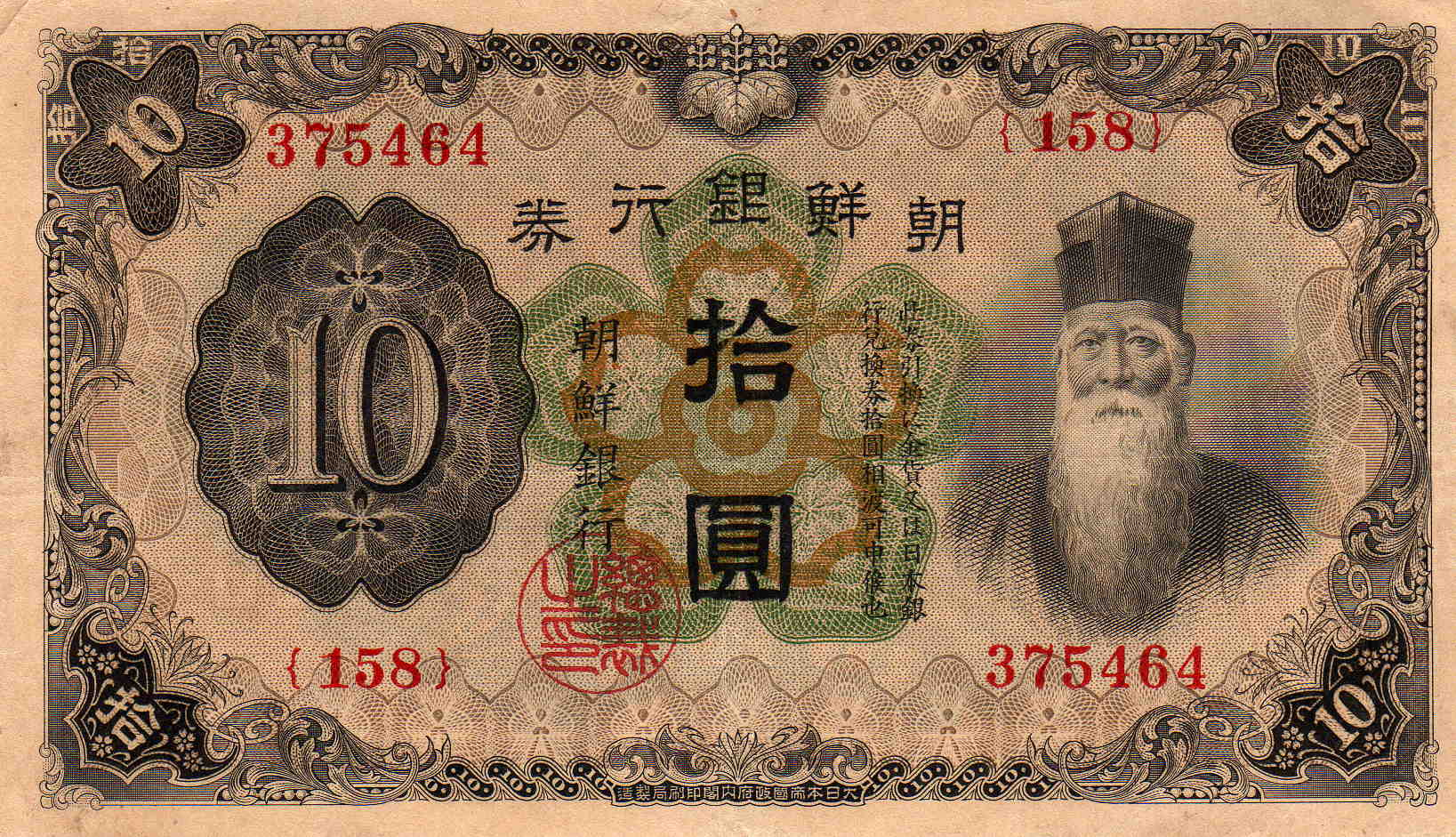
朝鮮銀行10円紙幣（1944年発行）。1902年の第一銀行券では渋沢栄一が肖像に使われた

日朝修好条規によって、日本の通貨が朝鮮の開港場で使用できるように定められた。日本の国立銀行である第一銀行韓国総支店は業務を拡大して、第一銀行券を発行して大韓帝国の通貨として流通させた。のちに設立された中央銀行の朝鮮銀行は、創立事務を日本政府が行い、重役が日本人であり、韓国銀行券は金貨または日本銀行兌換券と交換できる点など、日本への従属を前提とした金融機関であった。
世界恐慌後の日本は、自国の経済を保護するためにブロック経済を進めた。日本円を中心とする日満支経済ブロックに朝鮮も含まれて、朝鮮銀行は朝鮮銀行券を発行した。朝鮮の通貨として日本円を導入する案もあったが、朝鮮で混乱が発生した場合に日本に波及するとの理由で採用はされなかった。日本は日中戦争や太平洋戦争の戦費を調達するために、銀行間で預け合い契約という手法をとり、朝鮮銀行は中華民国臨時政府の中国聯合準備銀行と契約をした。預け合いによって日本国内のインフレーションは避けられるが、同時に中国では通貨の濫発によるインフレーションが悪化した。

### 文化面

#### 思想
李朝時代の甲午農民戦争の基礎となったのは、崔済愚が創始した東学の思想だった。東学は、儒教、仏教、道教、シャーマニズムなどを含んでおり、その平等思想は反腐敗・反封建主義・反帝国主義の基礎となって普及した。甲午農民戦争の敗北後、東学の流れからは日本に協力する一進会も創設されたが、併合後に日本によって解散させられた。朝鮮半島に浸透している風水思想については、朝鮮総督府は村山智順の調査で『朝鮮の風水』という研究書を出した。

#### 教育
朝鮮半島から日本への留学は1880年から始まり、集団留学は1883年に慶應義塾と陸軍戸山学校で始まった。併合前の愛国啓蒙運動の一環として、両班や地方有力者が近代的教育の私立学校を各地に設立して、民族教育の普及にも貢献した。日本は韓国政府を通して私立学校令などの法令を定めて、愛国啓蒙運動の教育を規制した。朝鮮総督府による統治が始まると、初等教育をはじめ日本語教育とともに朝鮮語の教育が行われ、ハングルの普及が進んだ。日中戦争以後、内鮮一体の名の下、それまで公教育で必須科目として教授されていた朝鮮語は朝鮮教育令の改正によって1938年には随意科目となり、皇民化教育の一環として行われた。小学校にあたる国民学校や、現在のソウル大学校の前身にあたる京城帝国大学は、独立後は韓国政府に引き継がれた。

#### 建築

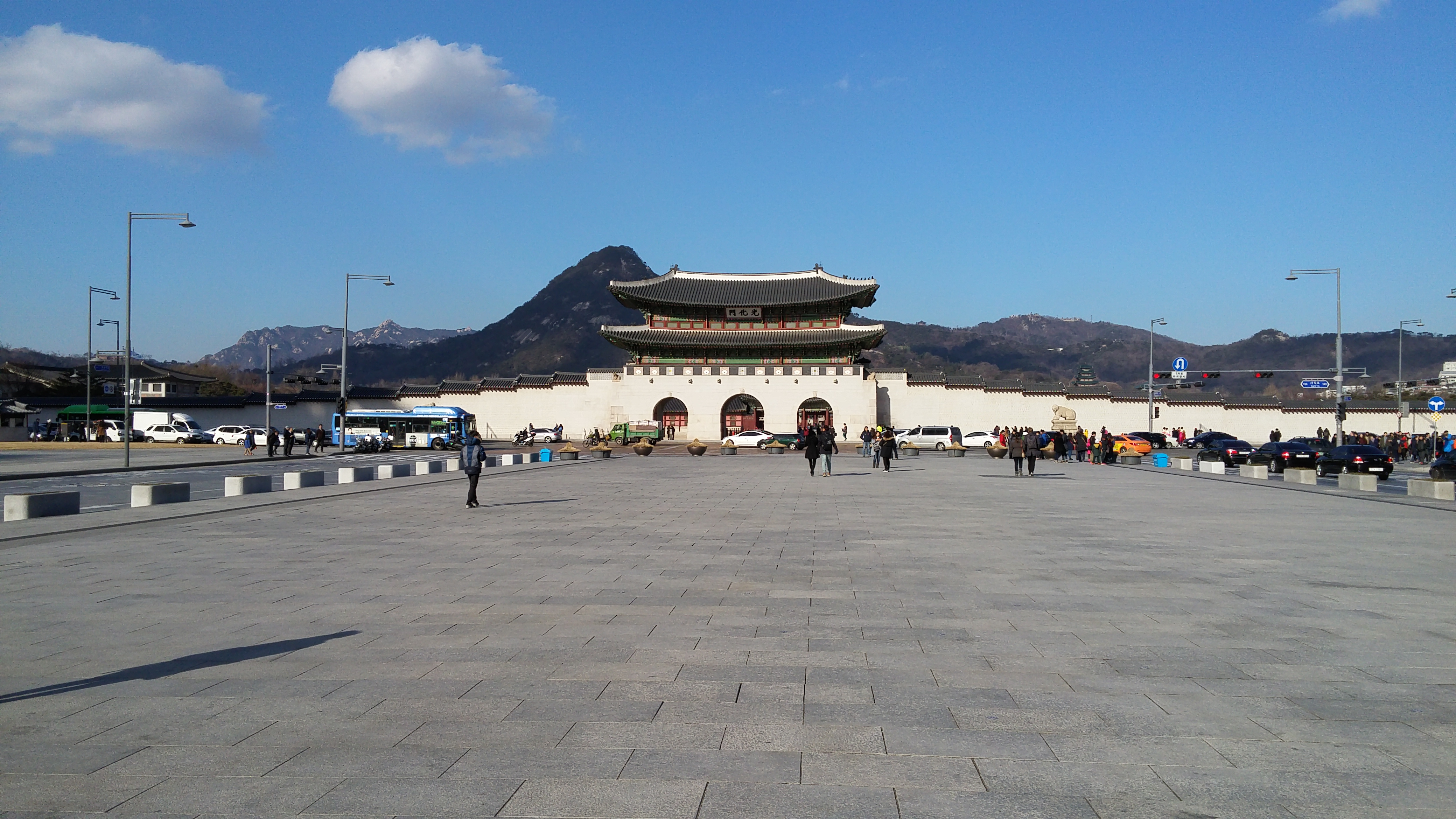
光化門。日本統治時代は朝鮮総督府が建設されて、門は移築されていた

朝鮮総督府を建設する際には、景福宮の正面を敷地として王宮の大半を解体する計画が進められた。正門にあたる光化門を解体する予定だったが、柳宗悦らの反対によって移築して保存された。

#### 出版・文芸
李朝時代から欧米や日本の近代文芸作品が読まれるようになった。日清戦争後に朝鮮から日本に来た留学生は、ヨーロッパ文学を日本語に翻訳しており、多数の作品が和訳からの重訳で紹介された。やがて翻訳や翻案に続いて独自の作品を書く作家が現れて、在日朝鮮人文学が開拓されていった。朝鮮語と日本語の双方で作品を発表する作家も登場し、金史良は「光の中に」で芥川賞候補となり、李箱は難解さで物議をかもす小説や詩を発表した。ほかに九人会に参加して純文芸を追求した詩人の鄭芝溶、近代化を志向して『無明』で朝鮮藝術賞を受賞した小説家の李光洙らがいる。朝鮮初の文芸同人誌とされる『創造』は、東京で発行された。朝鮮農民の離農や流浪が急増した1930年代に活動した姜敬愛は、植民地政策を告発する『人間問題』や『塩』、日本人と朝鮮人の友情を描いた日本語作品『長山串』を書いた。独立から韓国建国までの過渡期には、張徳祚が日本統治時代末期を舞台に『喊声』を書いた。これは、娘が女子挺身隊で内地へ送られようとする母親の抵抗が主題となっている。
甲午農民戦争後に抗日運動をした活貧党は、許筠が17世紀に書いたハングル小説『洪吉童伝』の義侠洪吉童をモデルとした。日露戦争時の日韓議定書によって、日本軍に不利益となる集会・結社・言論活動は死刑以下に処すると布告して制限された。独立協会が発行した独立新聞は、ハングルのみで書かれた初の新聞となったが発行禁止となった。独立協会の路線を引き継いだ愛国啓蒙運動は、アーネスト・ベセルが社長となった大韓毎日申報や皇城新聞などの新聞を発行して言論活動を行った。日本は韓国政府のもとで新聞紙法を定めて、愛国啓蒙運動の言論を規制した。日本統治時代の朝鮮で娯楽用に広く読まれた本としては、タクチ本がある。在日朝鮮人社会の新聞としては、大阪の猪飼野で発行された民衆時報や、東京で発行された朝鮮新聞などがあった。

## 第二次世界大戦後

### 朝鮮半島の解放・独立
朝鮮半島は冷戦の影響によって南部がアメリカ、北部がソ連のそれぞれ占領地となる（連合軍軍政期）。1945年8月14日、日本政府はポツダム宣言を受諾して連合国への降伏を決定した（日本の降伏）。
朝鮮総督府では翌8月15日の玉音放送前に独立運動家の呂運亨らと交渉して、行政機構を移管して混乱を最小限に防止しようと計画を立案する。呂運亨は朝鮮建国準備委員会を結成して朝鮮人民共和国の樹立を宣言するが、日本軍に代わってソウルを含む南部をアメリカ軍が、北部をソ連軍が軍事統治を敷いた。
ソ連が占領した北朝鮮では金日成がソ連軍の士官として朝鮮北部の平壌に入城し、アメリカが占領した南朝鮮では李承晩や金九などの独立運動家がソウルへ戻った。アメリカの支持を背景に李承晩が権力基盤を固める一方で、金九の大韓民国臨時政府や、呂運亨の朝鮮人民共和国は実現せずに頓挫する。呂運亨は李承晩派の人物により暗殺され、解放の3年後に李承晩と金日成によって南北に2つの国家が建国された。金九は南北統一国家を主張し続け、独立後に暗殺された。
連合国には、降伏後の日本についても朝鮮半島と同様に分割統治計画が存在していたが実行はされなかった。ダグラス・マッカーサー率いる連合国軍最高司令官総司令部（GHQ/SCAP、実質上アメリカ軍中心）のもとで、日本国政府を通じた間接統治が実施された。
そのような中、1946年2月3日に朝鮮人を主体とする共産主義勢力により日本人数千人が虐殺される通化事件が起きた。1948年4月3日に起きた済州島四・三事件では、多数の済州島民が南朝鮮政府の虐殺から避難するため日本に密入国した。また、経済的な成功を目指して南朝鮮から日本に密入国する者も多数いた。密入国者による外国人登録証の偽造が横行したことが、指紋押捺制度の設立理由とされ、これが後の時代には差別的待遇として指紋押捺拒否運動となった。

#### 在朝日本人・在日朝鮮人の帰国
満洲国（現在の中国東北部）、関東州（現在の中華人民共和国・遼寧省大連市一部地域）、占領地域の民間人の保護や引き揚げは大東亜省の管轄であった。大東亜省は在留日本人については現地定着の方針をとり、朝鮮人や台湾人は追って指示があるまで従来通りとした。朝鮮、台湾、樺太を管轄する内務省もこの方針にならい、結果的に日本政府は各地の民間人の生命財産の保護を放棄した。

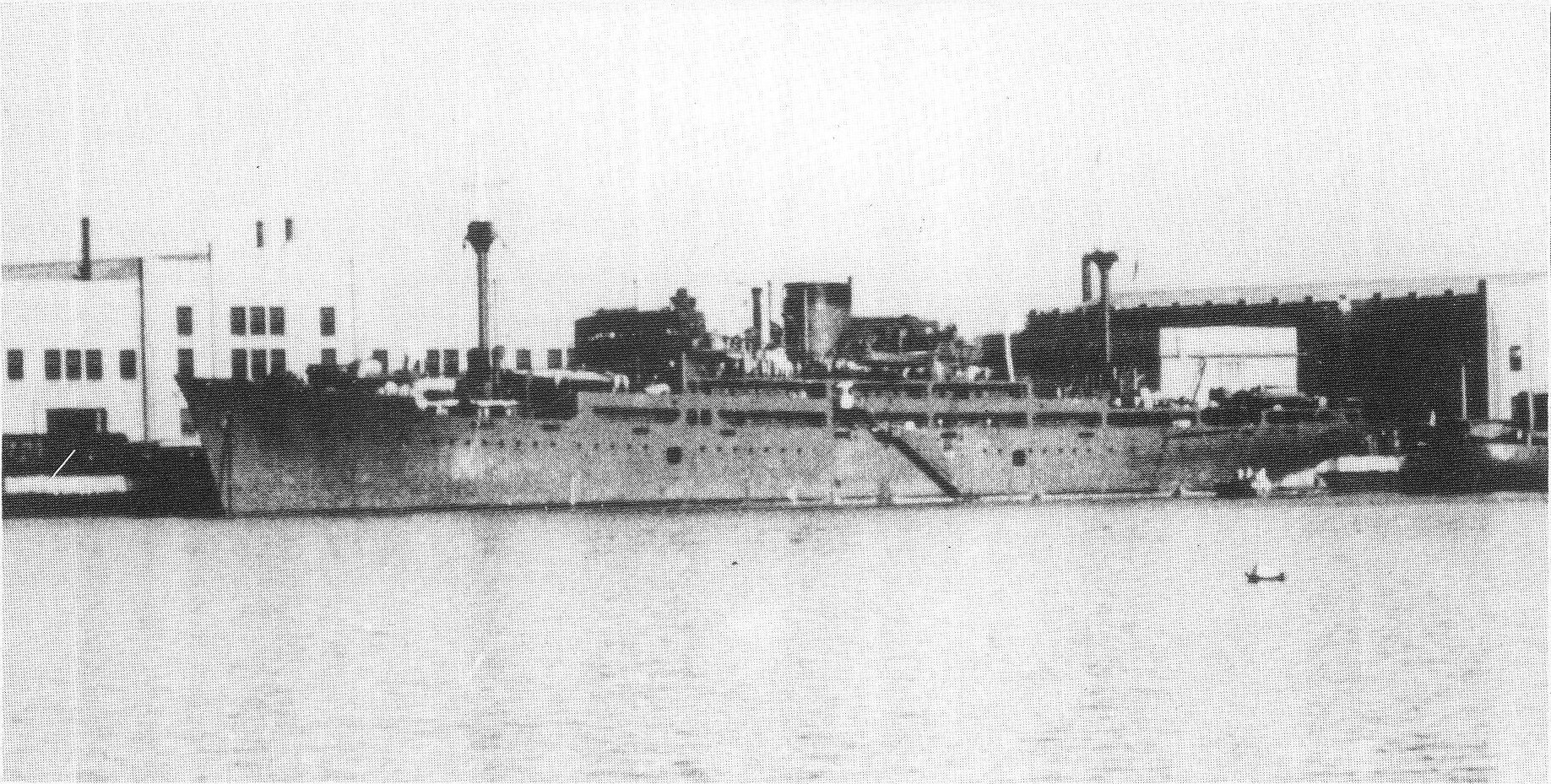
送還中に爆沈した浮島丸

降伏後の日本軍部や大企業では、強制徴用をした在日韓国・朝鮮人の帰国を急いだ。戦犯としての処罰を回避するためと、暴動の発生を回避したいという理由があった。連合軍兵士の捕虜たちを労働に従事させていた地域では、戦時中から米軍機が捕虜虐待を警告するビラを投下しており、事情を知る企業は終戦直後に捕虜や強制徴用者の資料破棄と強制徴用者の送還を行った。
戦後の混乱で政府の方針が決定される前に送還が急がれる中で、犠牲も発生した。終戦直後の1945年8月24日には、大湊警備府の軍用壕建設のために強制徴用されていた者を含めて3700人以上の朝鮮人を送還する輸送艦が爆沈して、乗組員を含め549人が死亡する浮島丸事件も起きた。
中小の炭鉱や工場では強制徴用者は放置され、漁港から自力で帰国を試みて難破する事故も起きた。政府はこうした事態を受けて、1945年9月1日に「朝鮮人集団移入労務者の緊急措置の件」という通達を出した。その後も、朝鮮半島から引き揚げる日本人が乗用した貨客船が爆沈して545人が死亡する珠丸事故が起きた。
朝鮮半島内には在朝日本人が80万人近くおり、加えて満洲からも12万人が逃亡してきて、引き揚げは難航した。もと朝鮮軍の軍人や警察官の関係者は輸送手段を使えたものの、多くの日本移民は自力での帰国が必要だった。半島南部ではアメリカの主導により1946年に本国輸送が終了したが、半島北部では計画的な輸送がなく、1946年には3万人以上が死亡した。在日朝鮮人は終戦時に200万人おり、1946年内に150万人が帰国した。
樺太や南洋群島にも、朝鮮人が徴用などで生活していた。南洋群島には朝鮮人が7千人、サハリンとなった南樺太には2万3千人の朝鮮人がいた。南洋群島の朝鮮人は本国へ直接引き揚げとなった。南樺太の朝鮮人の多くは南朝鮮の出身だったが、ソ連は北朝鮮への帰国のみを認めたため、1990年の韓ソ国交樹立まで帰国を待つことになる。

#### 朝鮮戦争

朝鮮戦争の推移

日本降伏後の朝鮮半島は、北緯38度線を境界として北部にソ連軍、南部にアメリカ主導の連合国軍が進出して、冷戦の対立が朝鮮半島にも影響する。1948年8月15日に南の大韓民国（韓国）と同年9月9日に北の朝鮮民主主義人民共和国（北朝鮮）がそれぞれ独立を経て分断国家が誕生し、北朝鮮が38度線以南の韓国へ侵攻を行い、朝鮮戦争（1950年6月25日 - 1953年7月27日、以後休戦中）が勃発した。アメリカは国連軍を創設して韓国を支援し、ダグラス・マッカーサーが国連軍司令官となる。
当時の日本は連合国軍占領下であり、東京都内に国連軍司令部が設置された。在日米軍が韓国に投入されると、マッカーサーは日本の治安を維持するために事実上の「再軍備」を実施させるにあたって警察予備隊を創設して、のちに保安隊、現在の自衛隊に改組された。日本は日本特別掃海隊や港湾労働者を韓国に派遣し、日本国内での韓国軍（大韓民国国軍）の軍事訓練を受け入れるなど韓国を支援した。
経済面では、アメリカ軍の物資調達のために日本では特需が起きた（後述）。朝鮮戦争は日本国内の在日コリアン社会にも「韓国派」と「北朝鮮派」という対立をもたらし、韓国系の在日本大韓民国民団（韓国民団）は義勇兵を派遣し、北朝鮮系の在日本朝鮮人連盟（現在の朝鮮総連の前身）は占領当局と衝突した。
北朝鮮側にはソ連の援助に加えて、1949年10月1日に建国された中華人民共和国が参戦し、北朝鮮軍（朝鮮人民軍）の援軍として中国人民志願軍を派兵して、国連軍と中朝連合軍は朝鮮戦争休戦協定によって休戦したが、あくまで「休戦」であって「終戦」ではないため、名目上は現在でも戦時中となる。

### 大韓民国（韓国）

#### 大韓民国の建国
1948年8月15日、朝鮮半島の南部に大韓民国（韓国）が建国され、李承晩が初代大統領に就任した。ただ実際は、アメリカの強い影響下にあり、反共主義を掲げる西側諸国の一員であるという点では韓国は日本との共通性が高かったが、韓国では独立運動家出身の李承晩を筆頭に反日感情を持つ政治家が主導権を握った。
李承晩政権は亡命していた運動家を閣僚にする一方で、行政、軍、警察には日本統治時代の親日的な人員を再雇用した。反李承晩政権の思想をもつ市民に対する弾圧が行われ、麗水・順天事件のような韓国軍の反乱事件の際にも日本への密航者が生み出された。1949年1月17日、李承晩は対馬の韓国領を主張し日本に返還要求する。

#### 朝鮮戦争

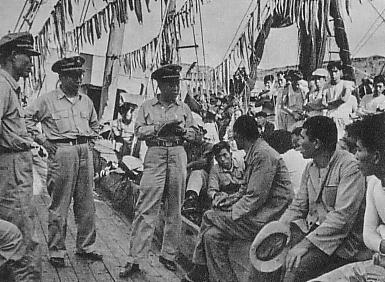
韓国政府による李承晩ラインにもとづく日本漁船の拿捕

金日成率いる北朝鮮から侵攻を受け、朝鮮戦争（韓国側呼称：韓国戦争、韓国動乱あるいは6・25戦争）が勃発すると、反政府的な立場をとる多くの韓国人が日本へ密入国した。
朝鮮戦争の休戦交渉が行われ戦闘が終息し1953年7月27日に休戦状態になると、李承晩は韓国領域周辺の公海上に李承晩ラインを設定して、韓国政府による日本漁船への銃撃・拿捕事件が多発し、数十人が殺傷され数千人が抑留された。
1954年には同ラインで韓国側に取り込んだ日本固有の領土竹島（韓国名：独島）に軍隊を送り込んで同島を占拠した。その後も現在に至るまで韓国の武装警察が駐在し、日本はこれを韓国の武力による不法占拠と抗議している（竹島問題）。
1959年に在日朝鮮人の帰還事業が開始されると、韓国の工作員が北朝鮮への帰還を阻止しようとして新潟日赤センター爆破未遂事件が起きた。
また、1960年2月12日には日本海で操業中の漁船「第8八幡丸」が韓国警備艇に接触されて沈没する事件が発生。同年2月15日に日本政府は抗議を行った。両国間の関係は、李承晩失脚までは大きな改善は見られなかった。

#### 日韓国交回復
5・16軍事クーデターで韓国大統領に就任した朴正煕は、大日本帝国陸軍士官学校出身で旧日本軍軍人の経歴があるなど、日本の事情にも精通していた。朴正煕は、北朝鮮の圧迫から国家を守るためには、日本との国交回復による経済支援の実現が不可欠と判断していた。一方、日本の自由民主党政権も、北東アジアでの反共同盟強化や第二次世界大戦における負の遺産の清算のために、韓国との国交回復を望んでいた。
1964年3月24日にソウル大学・高麗大学・延世大学の学生5000人余りが「対日屈辱外交」反対デモを行う。
1965年に日韓基本条約と日韓請求権協定が締結され、日韓両国及びその国民間の請求権に関する問題が完全かつ最終的に解決されたこととなることを確認するとともに、日本は韓国に5億ドルを支払った。この支払いに関して日本政府は賠償ではなく経済協力と位置づけている。日本は「大韓民国（韓国）」を「朝鮮半島唯一の合法政府」と認めた。

#### 冷戦下の日韓関係
アメリカのベトナム共和国（南ベトナム）への介入によってベトナム戦争（1955年11月 - 1975年4月30日）が勃発し、日韓の政府はともにアメリカに協力した。韓国は約5万人をベトナムに派兵して参戦し、軍需物資の生産や建設、労働者の派遣、兵士への手当てなどをアメリカから得た。日本は南ベトナムをはじめとして韓国、台湾（中華民国）、香港、タイ、フィリピンなどのベトナム周辺地域に輸出を行った。これらはベトナム特需とも呼ばれた（後述）。
日韓国交正常化により、韓国は朴正煕の軍事独裁政権下で、日本からの円借款などの経済協力も利用して、地下鉄・高速道路などの各種交通インフラを整備し、「漢江の奇跡」と呼ばれる工業化・経済発展を実現した。日本の商社は韓国に進出し、労働力が安価で済む韓国は日本への重要な輸出基地となった。また、安全保障においても佐藤栄作総理大臣とリチャード・ニクソン米大統領が韓国の平和と安全の維持が日本にとっても重要であるという韓国条項が発表された。
日本の敗戦後、臣籍降下がなされた旧皇族の梨本宮家出身の李方子は、大韓帝国の李垠の妃となったのちに、終戦後は日本国憲法のもとで在日韓国人とされた。李承晩政権の時代には帰国できず、朴正煕政権になってようやく李垠とともに夫婦での韓国への帰国が実現した。帰国後の方子は障害児教育に取り組んで韓国で親しまれ、葬儀は朝鮮王朝の礼式にもとづいて準国葬が行われて、日本からは昭和天皇の末弟で皇族の三笠宮崇仁親王・同妃百合子夫妻が参列した。
日韓の国交は外交と投資に関しては正常化したものの、朴正煕政権の維新体制のもとで金大中事件、文世光事件、朴正煕暗殺事件が起きて外交問題ともなった。1974年に発生した文世光事件では、落としどころとして韓国側から「反韓国的犯罪集団」（朝鮮総連）への規制が求められるなど外交面からの譲歩が行われた。
歴史認識をめぐっては歴史教科書問題が起きるなど、必ずしも両国の国民感情は良好ではなかった。日本側では韓国から進出してきた統一協会（旧：世界基督教統一神霊協会、現在の世界平和統一家庭連合）による霊感商法批判も起こったが、中曾根康弘内閣総理大臣が就任後の初めての外国訪問先に慣例である米国ではなく韓国を選び、40億ドルの円借款を決定したことから、全斗煥大統領による韓国人初の日本への公式訪問が実現した。盧泰愚大統領時代には地方自治の推進、1988年ソウルオリンピック開催、海外渡航の自由化があり、それまでの政府やビジネス主導の交流に加えて、姉妹都市や修学旅行など地域レベルの民間交流が増加した。

#### 日韓関係改善への動き
サッカー・ワールドカップが2002年に日韓で共同開催することが決定すると、これを契機に日韓関係を改善する機運が高まった。
日韓共同宣言が小渕恵三総理大臣と金大中大統領により発表され、「日韓は過去の歴史を克服し、未来志向の日韓関係を発展させること」に合意し、韓国での日本大衆文化の流入制限も段階的に解除していくことも表明された。2000年は「日韓国民交流年」に指定され、日韓の「査証（ビザ）なし相互訪問」を恒常化し、特に観光面での交流拡大が行われた。両国の都市には相手国の言語による案内標識などが整備されて、それまで日本側からの訪問人数が多かった観光も、日本の観光地に韓国人観光客の姿が増えるなどの変化が見られるようになった。
歴史認識問題も小泉純一郎総理大臣が靖国神社参拝を断念し、日韓歴史共同研究を提唱するなど、韓国に対する歩み寄りを試みた。また、明仁天皇が『続日本紀』に「高野新笠が百済王族の遠縁」と記されていることについて述べ、いわゆる「韓国とのゆかり」発言をおこなった。

#### 現代の日韓関係
このような経緯を経て「日韓関係は良好になった」とも一時期言われていたが、両国間での論争も行われており、2010年代以降悪化の一途をたどっている。
日韓問題とも呼ばれる論争の多くは歴史認識に由来しており、教育（歴史教科書問題）、領土（竹島問題（韓国名：独島））、第二次世界大戦（靖国神社参拝問題、いわゆる慰安婦問題）、文化（文化財返還問題）などがある。歴史認識については、両国の専門家による日韓歴史共同研究が始まり、第1期の座長は三谷太一郎と趙東杰、第2期の委員会は鳥海靖と趙珖が委員長となった。日韓基本条約で解決された韓国人への賠償問題については、大韓弁護士協会の魏哲煥協会長が和解案を提示した。
日韓関係の課題には、北朝鮮（朝鮮民主主義人民共和国）に対する安全保障問題もある。2006年10月9日に北朝鮮の核実験が初めて行われて、安倍晋三総理大臣と盧武鉉大統領の日韓首脳会談では日韓連携が確認された。共通の同盟国であるアメリカとの日米韓の相互運用性が問題となっており、日韓秘密軍事情報保護協定（GSOMIA）は締結されているものの、物品役務相互提供協定は、日米と韓米では締結されているが、2017年1月時点では日韓で締結されていない。
日韓の姉妹都市は2016年11月現在で161組となる。福岡市と釜山広域市は姉妹都市協力を進めて、国境を超えても公道を走れるダブルナンバー車を採用した。
2017年9月20日には、明仁天皇、美智子皇后が、在位中8度目の私的旅行で高麗神社に参拝した。高麗神社はかつて高句麗からの移住者が住んだ高麗郡にあり、創建以来初めての天皇の参拝となった。
2010年代後半になると、日本の安倍晋三政権と韓国の（朴槿恵→）文在寅政権下での外交政策上の対相互強硬路線の影響により、慰安婦問題日韓合意の破棄、徴用工訴訟問題や、日本の自衛隊機に向けて射撃レーダーが照射される韓国海軍レーダー照射問題の発生、安全保障上での相互輸出規制管理（キャッチオール規制）の厳格化などによる日韓貿易紛争の勃発、韓国側による日韓秘密軍事情報保護協定（GSOMIA）の破棄など、日韓の隣国間で主張が対立し、両国関係の悪化の深刻化が進んでいる。
2020年代に入っても日韓関係の冷え込みは続いた。
2021年6月にイギリスで行われたG7サミットでは韓国の文在寅大統領も招待されたが、現地で日韓首脳による会談はセットされず、菅義偉首相との間で1分程度のあいさつを行うに留まった。6月14日、韓国有力紙である朝鮮日報や中央日報は、韓国政府関係者の話として「G7首脳会議に合わせ会談することで韓日両国が合意したが、日本が一方的に会談を取り消した」、「日本側が韓国軍恒例の東海領土（竹島）守護訓練を理由に略式会談に応じなかった」として日本側を非難する報道を行ったが、即日、加藤勝信官房長官は記者会見を通じて「そのような事実は全くない」と完全否定。東京とソウルの外交ルートを通じて韓国政府に抗議したことも明らかにした。

### 朝鮮民主主義人民共和国（北朝鮮）
この項目では、南の大韓民国と対比させるため、朝鮮民主主義人民共和国の略称を「北朝鮮」とする。

#### 朝鮮民主主義人民共和国の建国
1945年、朝鮮半島北部を制圧したソビエト連邦は、従来の日本による統治システムを解体し、共産主義による新体制の建設を進めた。朝鮮北部は旧満洲国（現在の中国東北部）からの日本人移住者・在住者の帰国経由地ともなったが、その中で多くの生命が失われた。
1948年9月9日には金日成を首相とした朝鮮民主主義人民共和国（北朝鮮）が成立した。その後、朝鮮人民軍が北緯38度線以南に侵攻し、南の大韓民国との間で朝鮮戦争（北朝鮮側呼称：祖国解放戦争）が勃発し、首都平壌を含む広範囲の国土が戦場となった。
朝鮮戦争中の1952年4月28日に日本はサンフランシスコ講和条約の発効で独立を回復したが、アメリカとの同盟関係にある反共主義国家となった日本の自由民主党政権は朝鮮民主主義人民共和国を国家承認せず、マスメディアと共に「北鮮（ほくせん）」と呼んだ。
一方、日本社会党や総評など、日本の社会主義勢力や労働組合は「朝鮮民主主義人民共和国（北朝鮮）」を「朝鮮半島唯一の合法政権」と考え、「朝鮮」と呼称して、大韓民国（韓国）をアメリカの軍事支配下にある「南朝鮮」とした。かつて独立前の南朝鮮で共産主義運動に参加をした朴憲永は北朝鮮で副首相となるが、朝鮮戦争休戦後にスパイ容疑で処刑された。

#### 在日本朝鮮人総聯合会（朝鮮総連）
北朝鮮の成立は日本国内の政治状況にも影響を与えた。第二次世界大戦後に合法政党として再建された日本共産党には多数の朝鮮人活動家がいたが、やがて分離し、北朝鮮への帰還か日本国内での在日韓国・朝鮮人運動の展開を選択した。
その中で、在日本朝鮮人総聯合会（朝鮮総聯、朝鮮総連）が成立した。朝鮮総連による指導により、在日朝鮮人は民族差別解消・生活状況改善などをめざした闘争を全国各地で展開した。韓国での混乱や圧政は日本でも報じられていたため、朝鮮半島南部の出身者でも朝鮮総連に参加する者が多かった。なお、金日成に率いられた北朝鮮の指導政党、朝鮮労働党はやがて日本共産党の議会重視・平和革命路線を批判し、関係を断絶したため、朝鮮労働党の交流相手は日本社会党が中心となった。

#### 在日朝鮮人の帰還事業
1959年、在日朝鮮人の帰還事業が開始された。これは日本赤十字社が所管した、韓国政府による帰還拒否により帰還出来なかった人々を北朝鮮への帰還を支援する事業で、日本政府も積極的に協力した。数十万人の在日朝鮮人が海を渡ったとされるが、「地上の楽園」と自己宣伝していた北朝鮮側の経済状況は厳しく、日本での貧困や差別からの解放を願ったとされる帰国者は一層困難な状況に追い込まれた。
独裁色を強める金日成政権は、日本からの帰国者の多くを潜在的スパイなどと見なして警戒し、その多くを処刑、あるいは強制収容所での長期拘禁に処したとされるが、定かではない。
厳しい情報統制をかいくぐって漏れてくる現地の状況を知った在日朝鮮人の間では帰国への情熱が徐々に退き、高度経済成長に伴って日本での生活状況が改善されていった事もあって、帰還事業は1960年代半ばに終了した。
ただし、帰国者の再来日は実現せず、日本国籍を所持したまま家族と共に渡航した配偶者や子どもの問題が発生した。韓国側では、北朝鮮への帰還事業を阻止するために妨害工作を計画して、新潟日赤センター爆破未遂事件が起きた。

#### 日韓国交回復以降
日韓基本条約が締結されると、日本は韓国との国交を締結した。この中で日本政府は「韓国」を「朝鮮半島唯一の合法政府」としたため、北朝鮮との国交締結を求める朝鮮総連や日本社会党などの強い抵抗を受けたが、佐藤栄作政権は国会で強行採決をした。
この条約により日本は大韓民国の国籍を認定したため、在日韓国・朝鮮人の中には朝鮮籍からの切り替えを行う者が現れた。また、これを機に大韓民国は「韓国」という表記が一般に定着し、朝鮮民主主義共和国は「北朝鮮」と表記される例が増えた。
1970年、日本航空の航空機がハイジャックされる よど号ハイジャック事件が発生した。犯人は日本国内での革命運動に行き詰まった田宮高麿などの新左翼に属する共産主義者同盟赤軍派グループで、北朝鮮は彼らの亡命を受け入れる一方、機体や乗員の日本返還に応じた。田宮達の思想や行動方針は北朝鮮側とは一致しなかったが、田宮らは平壌郊外に小グループを形成し、北朝鮮の意を受けた対日宣伝・工作活動に従事した。
やがて冷戦がデタント期に入り、南北共同声明により韓国との対立がある程度緩和され、日本が中華人民共和国との国交を回復する中（日中国交正常化）、日朝関係も徐々に貿易額を拡大した。在日朝鮮人の集団帰国事業は、万景峰号による祖国・親族訪問へと変化して続いたが、北朝鮮帰国者の再訪日は認められなかった。

#### 日本人拉致問題
この頃から資本主義国である韓国の経済力が共産主義国である北朝鮮を逆転し、大きく引き離していく。
危機感を持った北朝鮮側は日本人を拉致して自らの工作員に置き換え、韓国に入国させる事を計画した。
1973年、福井県小浜市で2児拉致事件が発生。1975年、松生丸事件で日本漁船を銃撃・拿捕した。1977年、後に日朝両国政府が事実認定を行う最初の北朝鮮による日本人拉致事件が発生した。同年11月15日には、新潟県新潟市で13歳（当時）の横田めぐみが拉致され、後にこの問題のシンボル的存在として取り上げられるようになったが、1983年まで続く一連の事件が明らかになるのにはさらなる年数を要した。この事件には、よど号ハイジャック事件の犯人グループ、及びその妻達が関与したともされ、日本の検察庁から起訴されている。

#### 1980-90年代
1980年代に日朝間の大きな懸案事項になったのは、拉致問題ではなく、第十八富士山丸事件だった。日朝間を航行中の貨物船に潜んでいた朝鮮人民軍兵士の閔洪九が亡命申請をしたため、日本は彼の国内滞在を認めて放免した。再び北朝鮮へ入港した貨物船は乗員が拘束されて、船長と機関長はスパイ容疑で教化労働15年の判決を下され、船体は没収された。日本の国民世論は日本人船員の釈放を求めたが、国交がない両国間では交渉が難航して、帰国まで7年をかけた。
この事件の前月には、ラングーン事件が北朝鮮工作員の犯行と発表されており、日本の対北朝鮮警戒感は再び高まった。さらに、大韓航空機爆破事件も日朝関係を冷え込ませた。爆破によって乗客と乗員115人全員が死亡しており、テロ実行犯としてバーレーンで拘束され、服毒自殺を図ったのは日本人を名乗る「蜂谷真一」と「蜂谷真由美」だった。生き残った蜂谷真由美は韓国に送致され、自らが北朝鮮工作員の金賢姫であることを自白し、日本人化教育を李恩恵という日本人女性から受けたと述べた。
1990年9月28日、「日朝関係に関する三党共同宣言」（自由民主党、日本社会党、朝鮮労働党）発表。
1994年7月8日に金日成国家主席が死去し、世襲により権力が継承される形で実子・長男である金正日の体制へ移行した後、苦難の行軍と呼ばれた北朝鮮の経済情勢・食糧事情の悪さが頻繁に報道され、脱北者と呼ばれる亡命者も多く出るようになり、1998年にはミサイル発射実験が行われ、北朝鮮による日本人拉致問題が表面化するようになり、日本側の北朝鮮に対する不信は増加している一方であった。

#### 2000-10年代
2002年9月、小泉純一郎総理大臣は北朝鮮を訪問して、金正日総書記と初の日朝首脳会談を実現し、17日日朝平壌宣言に調印した。この訪問で金正日は北朝鮮による日本人拉致を「一部の英雄主義者が暴走した」として公式に認め、5人の拉致被害者の帰国となった。しかし8人死亡・1人行方不明とする北朝鮮側の回答は日本側からは承諾しかねるものに映り、拉致被害者の家族の帰国が拒まれるなど、関係者を中心に不満が噴出し、世論も北朝鮮に対して強く反発した。日本では特定船舶入港禁止法 も成立した。

六者会合の座席図

北朝鮮は2002年に核開発を認め、北朝鮮核問題について六者会合（六ヶ国協議）が開かれた。日本、韓国、北朝鮮、アメリカ、中国、ロシアが参加したが、2007年以降は開催されていない。2006年には北朝鮮の核実験が断行され、日韓首脳会談では日韓連携が確認された。この核実験は各国の批判も招き、国連安保理の非難決議にもつながった。地域交流にも影響を及ぼし、日本で唯一、北朝鮮との姉妹都市関係にあった境港市は、核実験後に元山市との関係を破棄した。
2011年12月17日に金正日国防委員長が死去し、世襲により同人物の三男にあたる金正恩が北朝鮮の第3代最高指導者の座に就き、新体制へ移行した。
2016年、日本政府は北朝鮮による度重なるミサイル発射実験および北朝鮮による日本人拉致問題に対する制裁措置として、北朝鮮国籍者の入国および再入国の禁止を決定した。2017年9月、北朝鮮の対外窓口機関である朝鮮アジア太平洋平和委員会は、「核兵器を使用して日本列島を沈める」との声明を発表し、日本政府はこれに抗議した。
日本は日韓基本条約により、韓国を「朝鮮半島唯一の国家」としているため、北朝鮮を国家として承認しておらず、2021年現在にいたるまで国交はない。

### 経済面

#### 朝鮮特需
朝鮮戦争は、日本経済に朝鮮特需と呼ばれる影響を与えた。アメリカ軍や国連軍の関連機関は、戦争遂行のために日本からドル払いで物資を調達した。この調達の金額は、1951年の日本の外貨収入の26.4%を占めており、1952年は36.8%、1953年は38.2%にのぼる。合計では1000億円から1500億円に達した。

#### ベトナム特需
ベトナム戦争で韓国がアメリカから得た金額は累計で10億ドル、韓国のGNPの3-4%となった。日本からベトナム周辺地域への輸出は、アメリカからの対外軍事支出や援助でまかなわれ、1966年の日本の輸出増加額のうち80%近くはベトナム周辺とアメリカ向けとなった。日本の輸出品は工業製品や金属製品であり、ベトナム周辺地域では工業化が進んだ。戦争はベトナム社会主義共和国の勝利に終わったが、ベトナム周辺地域の経済の変化は、のちの新興工業経済地域の一因にもなった。

#### 日韓の輸出入の推移
日韓貿易協定の締結によって、日韓貿易が始まった。日本と韓国は輸出志向型工業化による経済成長という共通点があり、輸出産業では、自動車、電機、造船、鉄鋼などの分野で競合していた。日韓貿易の特徴として、韓国の輸出と対日輸入の相関関係がある。原因は、韓国の製造業に組み立て産業が多く、日本からの中間財の輸入が大きい点にある。このため韓国では対世界輸出が増えると対日輸入も増えて、対日赤字が増える傾向にある。
80年代までの韓国は対日赤字を対米黒字で補填する構造であったが、アジア経済の成長につれて、日本、韓国ともにアジア域内の貿易が高まり、近年は中国の影響が大きい。日本の対韓輸出は1996年にアメリカに次いで2位だった。韓国は1980年代まで対米と対日貿易の比重が大きく、それ以降は東アジア諸国への比重が増え続けた。韓国の対日輸入は1986年、対日輸出は1989年がピークとなった。1992年に韓国は中国との国交を樹立してから輸出が急増を続け、2010年には対中輸出が25.1%となり、日米欧の合計（28.2%）に匹敵した。韓国が世界金融危機からの回復が早かった一因に、対中貿易黒字の大きさがある。

#### 財産権と司法
盧武鉉政権は日本統治時代・親日派問題の清算として「日帝強占下反民族行為真相糾明に関する特別法」及び「親日反民族行為者財産の国家帰属に関する特別法」を制定し、反民族行為認定者の子孫の土地や財産を国が事実上没収する事を可能にした。

#### 直接投資
韓国は1980年代前半には香港、台湾、シンガポールと共にアジア四小龍とも呼ばれた。日米貿易摩擦を発端としたプラザ合意と円高によって、日本企業は海外生産を増加する。日本の資本は韓国を含めた新興工業経済地域（NIEs）に投資され、NIEsで輸出産業の成長と雇用をもたらした。次いでNIEsの経済発展がASEANや中国への投資となって波及した。東アジア内で異業種間の工業製品の相互貿易や、製品や工程の分業が増加した。国内で製品を完成して最終製品を輸出する産業内貿易も進んだ。
近年は、日本が研究開発（R&D）において顧客に近い韓国を選ぶことも増加している。消費市場では日本が韓国に進出しており、特に2000年代以降は自動車、外食、小売が多い。文化的な類似点があり、二国間交流も活発であるため進出に適した環境となっている。歴史的経緯から韓国には反日感情があるとされるが、この点では日本製品の受容を阻害していない。
韓国からの対日直接投資は、大手財閥の販売やR&Dのための日本拠点が多い。2000年代半ばから増加しており、オンラインゲームなどのIT関連企業、航空、貨客船、放送などで進んでいる。
日本の国際協力銀行が2017年に行った「日本の製造業の投資有望地域・国ランキング」の調査において、韓国は10位となった。理由の第1位は「現地マーケットの現状規模」、第2位は「現地マーケットの今後の成長性」となっている。

#### 金融危機と通貨金融協力

アジア通貨危機で大きな影響を受けた国

1996年にタイの不動産バブルが崩壊して通貨のバーツが下落すると、タイと同様にドルペッグ制を用いる国々に波及してアジア通貨危機となり、それらは韓国にもおよんだ。韓国では輸出推進のために政府主導で財閥への銀行融資が行われており、財閥が設備過剰で経営危機に陥ると融資をしていた銀行に影響した。海外からの短期借入の更新が危うくなって韓国中央銀行の外貨準備が底をつき、債務不履行の可能性も出たため、国際通貨基金（IMF）の主導で日本の債権銀行も支援を行った。この危機をきっかけに、アジアで外貨準備を互助する機関として大蔵省がアジア通貨基金を提唱する。しかし、中国やIMFを中心とするアメリカの賛同が得られず、日本側も設立の具体案に欠けており、実現はしなかった。アジア域内の金融協力の必要性は認識されて、チェンマイ・イニシアティブの合意がなされた。これは外貨準備を融通する通貨スワップのネットワークを作る案で、日本と韓国のほかに中国、インドネシア、マレーシア、フィリピン、シンガポール、タイの8カ国で開始された。

#### 企業提携
日韓が第3国で企業提携を進める事業も増加している。1990年代には在韓日系企業の中国進出があり、2002年以降は中国に進出した韓国企業向けに日韓で合弁会社を設立した。それまでに技術提携をしてきた韓国企業との協力や、中国語と韓国語の両方に堪能な人材への期待もあった。中国以外の地域での提携も増えており、資源確保、プラント、インフラ事業などがある。

#### 日朝貿易
南北共同声明以降は、日本の工業製品が徐々に北朝鮮側に入り、北朝鮮産の安価なマツタケや海産物が日本へ輸出された。かつては日本への船舶の入港は年間千数百隻に上っていた。内訳は、日本からの輸入は輸送機器が中心で、日本への輸出は水産物が中心であった。2009年以降は輸出入が禁止されている。

#### 漁業
2010年代から北朝鮮当局が黄海と日本海の漁業権を中国に売却したことで北朝鮮近海では1000隻を超える中国漁船が操業し始め、中国の乱獲により沖合に出た北朝鮮漁船が日本に相次いで漂着する原因になった。

#### 2000年から2020年の経済
日本はバブル以降経済が低迷する一方、韓国では経済規模が大きくなった。下記に2000年から2020年の国民一人当たりのGDP伸び率を示す。
- 日本　1.02倍
- 韓国　2.56倍

### 文化面

#### 旅行・相互交流
韓国はソウルオリンピック開催の翌年から海外渡航を完全自由化して、同年の来日外国人旅行者は韓国が1位となった。日本から韓国への渡航もソウルオリンピックをきっかけに増加した。日韓の往来者総数は2000年に354万人となり、ビザの相互免除が2006年に実施された。日韓のワーキング・ホリデーは1999年に始まり、日本は訪問先として人気であり、2016年時点で日韓ともに1万人ずつとなっている。2016年には相互交流が700万人を超えて2年連続で過去最高を更新しており、日韓政府は熊本市で開催された「日韓観光振興協議会」で、日韓相互交流1000万人を目標とした。

#### 情報
日韓のニュースメディアには、インターネットを用いて相手国の言語でニュースを提供しているものもある。日本メディアの韓国語版サイトはNHKと共同通信。韓国メディアの日本語版サイトは、2001年に開設された朝鮮日報をはじめとして、聨合ニュース、ハンギョレ、東亜日報、中央日報などがある。朝鮮日報はYahoo!ニュースとも連動している。日韓共同世論調査によれば、相手国や日韓関係についての情報は、日韓ともに9割が自国のメディアから得ている。

#### 教育
李王家の妃であった日本の旧皇族の梨本宮家出身の李方子は、戦後は韓国の一国民として障害児教育に取り組んだ。李方子の活動は韓国で評価され、韓国政府から国民勲章牡丹章が授与された。
語学番組としては、1984年に日本の公共放送NHKで「アンニョンハシムニカ・ハングル講座」が始まっている。
入学試験面においては、日韓首脳会談で森喜朗総理大臣が大学入試センター試験の外国語科目に韓国語を新設することを表明し、2002年から導入された。
九州大学は韓国研究センターを設立し、2011年から共同教育プロジェクトとして釜山大学らと日韓海峡圏カレッジを実施した。現在はアジア太平洋カレッジとして、ソウル大学、延世大学、釜山大学、九州大学、西南学院大学、ハワイ大学が実施されている。

#### 映像
朴正煕政権は国交正常化による日本からの文化流入を警戒して、韓国での日本大衆文化の流入制限で大衆文化の接触を禁止した。しかし、1970年代から日本製の番組が放送されていた。アメリカの配給会社を経由して、日本産を隠した子供向けアニメが放送されており、韓国の若年層に影響を与えた。韓国が万国著作権条約に加盟して以降は、著作権法による輸入が始まり、文化の流入制限は金大中政権から緩和が進んだ。国交回復によって共同制作も可能となり、初期のアニメでは『黄金バット』や『妖怪人間ベム』、ドラマでは『フレンズ』などがある。
1992年には韓国文化放送（MBC）が、李朝の末裔が天皇を狙撃するテレビドラマ番組『憤怒の王国』を放送し、これに実際の明仁親王の天皇即位式の映像を用いた為、日本の外務省から抗議を受けた。
韓国では日本文化を指す言葉として日流があり、日本では2003年に韓国ドラマ「冬のソナタ」が放映されたのちに2004年の再放送で人気を呼び、韓流という言葉が日本でも用いられるようになった。

#### スポーツ
アジア初開催のオリンピックとなった1964年東京オリンピックの開催時には、まだ日韓は国交が樹立されてはいなかったが韓国選手も参加した。1988年ソウルオリンピックの開催時には、韓国は国連に未加入だったが、冷戦の東西両国が参加して国際情勢の変化を象徴する大会となった。しかし、北朝鮮は参加を拒否した。ソウルオリンピックをきっかけに日本では韓国への関心が起きた。
日韓共催となった2002年のサッカー・ワールドカップでは日韓ともに決勝トーナメントに進出した。開会式には明仁の従弟である高円宮憲仁親王・憲仁親王妃久子夫妻が出席して、「皇族としては戦後初の韓国公式訪問」となった。

#### 音楽
韓国人歌手として、チョー・ヨンピルが初めて年末恒例の日本のテレビ特別番組であるNHK紅白歌合戦に出場した。2010年9月10日にSKE48が「2010ソウルドラマアワード」授賞式で「強き者よ」「青空片想い」を日本語で歌唱する姿が韓国の地上波テレビで生中継された。韓国は、日本大衆文化第4次開放で日本語の歌の放送を許したが、放送局側で録画だけに制限していた。生中継されたのは、これが初めてである。事前に放送通信審議委員会を通した上で、放送が決定された。韓国のポピュラー音楽としてはK-POPがあり、紅白歌合戦では2002年にBoA、2008年に東方神起、2011年には東方神起、少女時代、KARAが出場した。

#### 文芸
第二次世界大戦後の日本では金達寿をはじめとして在日韓国・朝鮮人文学の作品が増え、李恢成、李良枝、柳美里、玄月、金城一紀、崔実らの作品は日本の文学賞を受賞している。翻訳では、日本からは村上春樹の作品が多数翻訳されている。日本翻訳大賞の第1回には、パク・ミンギュの小説『カステラ（朝: 카스텔라）』（ヒョン・ジェフン、斎藤真理子訳）が受賞した
。

#### 世界の記憶への登録
2017年10月、国際連合教育科学文化機関（UNESCO）は「江戸時代の朝鮮通信使に関する記録」を「世界の記憶」に登録することを決定した。

## 年表
- 7000年前 - 縄文時代に九州北部と朝鮮半島南部で交流があり、朝鮮半島で縄文土器、日本列島で朝鮮半島由来の櫛目文土器が発見されている。
- 紀元前10世紀後半 - 日本で稲作が開始。
- 紀元前37（日本：垂仁天皇29年、高句麗 : 瑠璃明王19年、新羅 : 赫居世57年、百済 : 温祚王18年） - 高句麗建国。（～668年）
- 346年（日本：仁徳天皇34年、高句麗 : 故国原王16年、百済 : 契王3年、近肖古王元年、新羅 : 訖解王37年 - 百済建国。（～660年）
- 356年[† 21]（日本：仁徳天皇44年、高句麗 : 故国原王26年、百済 : 近肖古王11年、新羅 : 訖解王47年、奈勿王元年） - 新羅建国。（～935年）
- 399年（日本：仁徳天皇87年、高句麗 : 広開土王8年（永楽9年、百済 : 阿莘王8年、新羅 : 奈勿王44年） - 百済は、高句麗に対抗するために倭国と好を結ぶ。
- 400年（日本：履中天皇元年、高句麗：好太王8年（永楽9年、百済 : 阿莘王9年、新羅 : 奈勿王45年） - 倭国が新羅を攻撃。
- 404年（日本：履中天皇5年、高句麗：好太王13年（永楽14年）、百済 : 阿莘王13年、新羅 : 実聖王3年） - 倭国が帯方を攻撃し、高句麗の好太王が撃退。
- 552年（日本：欽明天皇13年、高句麗：陽原王8年、百済 : 聖王29年、新羅 : 真興王13年（開国2年） - 百済の聖明王が倭国に仏像、仏画、経典などを送り、高句麗は僧を送った。
- 557年（日本：欽明天皇18年、高句麗：陽原王13年、百済 : 威徳王4年、新羅 : 真興王18年（開国7年） - 新羅が倭国に伽耶の調を献じた。百済が倭国に経論や律師、造仏工を献じた。
- 562年（日本：欽明天皇23年、高句麗：平原王6年、百済 : 威徳王9年、新羅 : 真興王23年（開国12年） - 新羅が加耶の全域を併合。
- 579年（日本：敏達天皇8年、高句麗：平原王21年、百済 : 威徳王26年、新羅 : 真智王4年、真平王元年（鴻済8年）） - 新羅が倭国に調と仏像を献じた。
- 600年（日本：推古天皇8年、建福17年） - 新羅が任那を攻撃。倭国は任那救援軍を派遣して新羅に勝利。
- 602年（日本：推古天皇10年、朝鮮：建福19年）2月 - 来目皇子を撃新羅将軍として朝鮮に派遣。来目皇子の病気により中止。
- 643年6月13日（日本：皇極天皇2年、朝鮮：仁平10年） - 高句麗で謀反があり、宝蔵王が即位。
- 660年（日本：斉明天皇6年） - 百済滅亡。
- 663年（日本：天智天皇2年） - 白村江の戦いで倭国・百済軍は唐・新羅軍に敗北。
- 668年（天智天皇7年） - 唐の高句麗出兵で高句麗が滅亡。草薙剣盗難事件。倭国が遣新羅使を開始。
- 669年（天智天皇8年） - 倭国は第7次遣唐使派遣後、第8次（702年）まで遣唐使を中断。
- 670年（天智天皇9年） - 唐・新羅戦争が勃発。
- 676年（日本：天武天皇5年） - 新羅が朝鮮半島を統一。（～935年）
- 708年（日本：和銅元年） - 金上无が武蔵国で自然銅を発見。元号を和銅として、朝廷が和同開珎を発行。
- 716年 （日本：霊亀2年） - 朝廷が旧高句麗の渡来系移民を集めて高麗郡設置。
- 731年（日本：天平3年） - 朝廷の命を帯びない日本側の兵船が新羅を攻撃して大敗。翌年に東海道、東山道に節度使を置く。
- 739年（日本：天平9年） - 朝廷は東国からの防人を廃止。
- 752年（日本：天平勝宝4年）6月14日 - 新羅の王子金泰廉らが天皇に拝謁。
- 753年）（日本：天平勝宝5年）1月1日 - 遣唐使と新羅使との間で外交席次をめぐる争い。
- 758年（日本：天平宝字2年） - 唐で安史の乱。朝廷が旧新羅の渡来系移民を集めて新羅郡設置。
- 759年（日本：天平宝字3年） - 新羅使金貞巻が日本に入朝。
- 761年（日本：天平宝字5年、朝鮮：景徳王20年）1月9日 - 武蔵国・美濃国の少年に新羅語を収得させ、11月17日に東海道、南海道、西海道に節度使を設置。
- 771年（日本：宝亀2年）6月27日 - 渤海使が漂着。
- 777年（日本：宝亀8年） - 4月22日、渤海使が来訪。
- 799年（日本：延暦18年） - 日本は新羅との国交を断絶。
- 812年（日本：弘仁3年、朝鮮：元和7年） - 新羅による弘仁の新羅の賊。
- 820年（日本：弘仁11年） - 新羅による弘仁新羅の乱。
- 836年（日本：宝亀10年） - 紀三津による最後の遣新羅使。
- 842年（日本：承和9年）8月15日 - 朝廷が商人以外の新羅人の入国を禁止。
- 870年（日本：貞観12年） - 新羅による貞観の入寇。
- 893年（日本：寛平5年） - 新羅による寛平の韓寇。
- 935年（日本：承平5年、朝鮮：後百済：正開36年） - 新羅が滅亡。
- 936年（日本：承平6年、朝鮮：後百済：正開37年） - 高麗が半島を統一（～1392年）。9月23日に咸吉兢が対馬に漂着、10月15日に李純達が大宰府に到着。
- 972年（日本：天禄3年）10月20日 - 高麗使が日本に国交を求めたが、日本は朝貢以外は拒絶。
- 997年（日本：長徳3年） - 高麗による長徳の入寇。
- 1019年（日本：寛仁3年） - 女真による刀伊の入寇。
- 1271年（日本：文永8年、朝鮮：元宗12年） - 反モンゴルを掲げて高麗の三別抄が蜂起。日本へ救援を求めたが鎌倉幕府は黙殺。
- 1274年（日本：文永11年、朝鮮：元宗15年） - 元寇の文永の役。
- 1276年（日本：建治2年、朝鮮：忠烈王2年）3月5日 - に幕府内で高麗遠征計画。
- 1281年（日本：弘安4年、朝鮮：忠烈王7年） - 元寇の弘安の役。
- 1375年（日本：南朝 : 文中4年、天授元年、北朝 : 応安8年、永和元年、朝鮮：辛禑元年） - 藤経光誘殺未遂事件。
- 1389年(日本：南朝 : 元中6年、北朝 : 嘉慶3年、康応元年、朝鮮：辛昌2年 - 康応の外寇。
- 1392年（日本：明徳3年、高麗：恭譲王4年、朝鮮王朝 : 太祖元年） - 李成桂が朝鮮王朝を建国。（～1910年）
- 1396年（日本：明徳4年、朝鮮：太祖2年） - 李成桂は倭寇対策として壱岐・対馬討伐を命じる。
- 1419年（日本：応永26年、朝鮮：世宗元年） - 応永の外寇（己亥東征）。
- 1428年（日本：正長元年、朝鮮：世宗10年） - 室町幕府への第1回通信使正使。
- 1439年（日本：永享11年、朝鮮：世宗21年） - 第2回通信使正使。
- 1443年（日本：嘉吉3年、朝鮮：世宗25年） - 第3回通信使正使。嘉吉条約（癸亥約定）。
- 1470年（日本：文明2年、朝鮮：成宗元年） - 李朝が対馬に使節を派遣。日本の密航者の取り締まりを求める。
- 1509年 （日本：永正6年4月、朝鮮：中宗4年） - 李朝が宗材盛に在留期限を超えた恒久倭の帰国を求める使節の派遣を予定。
- 1510年（日本：永正7年、朝鮮：中宗5年） - 三浦の乱。これ以降、李朝は日本人の三浦定住を禁止する。
- 1544年（日本：天文13年、朝鮮：中宗39年） - 蛇梁倭変。
- 1547年（日本：天文16年、朝鮮：明宗2年） - 丁未約条。
- 1555年（日本：弘治元年、朝鮮：明宗10年） - 達梁倭変。
- 1557年（日本：弘治3年、朝鮮：明宗12年） - 丁巳約条。
- 1588年（日本：天正16年、朝鮮：宣祖21年） - 秀吉による海賊停止令。
- 1590年（日本：天正18年、朝鮮：宣祖23年） - 秀吉に向けた第1回通信使
- 1592年（日本：天正20年、朝鮮：宣祖25年） - 秀吉による文禄の役。
- 1596年（日本：慶長元年、朝鮮：宣祖29年） - 秀吉に向けた第2回通信使。
- 1597年（日本：慶長2年、朝鮮：宣祖30年） - 秀吉による慶長の役。
- 1598年（日本：慶長3年、朝鮮：宣祖31年） - 秀吉の死去により日本軍は撤退。
- 1603年（日本：慶長8年、朝鮮：宣祖36年） - 江戸幕府が成立。
- 1607年（日本：慶長11年、朝鮮：宣祖40年） - 第2代将軍徳川秀忠に回答兼刷還使が来訪。日朝国交回復。
- 1609年（日本：慶長14年、朝鮮：光海君元年） - 己酉約条により対馬と李朝の国交回復。
- 1617年（日本：元和3年、朝鮮：光海君9年） - 徳川秀忠に回答兼刷還使が来訪。
- 1624年（日本：寛永元年、朝鮮：仁祖2年） - 第3代将軍徳川家光に回答兼刷還使が来訪。
- 1635年（日本：寛永12年、朝鮮：仁祖13年） - 柳川一件。
- 1636年（日本：寛永13年、朝鮮：仁祖14年） - 徳川家光に朝鮮通信使が来訪。
- 1643年（日本：寛永20年、朝鮮：仁祖21年） - 徳川家光に通信使が来訪。
- 1655年（日本：明暦元年、朝鮮：孝宗6年） - 第4代将軍徳川家綱に通信使が来訪。
- 1682年（日本：天和2年、朝鮮：粛宗8年） - 第6代将軍徳川綱吉に通信使が来訪。
- 1690年（日本：元禄3年、朝鮮：粛宗年） - 朝鮮通信使の迎賓館として、福禅寺境内に客殿の対潮楼を建立。
- 1711年（日本：正徳元年、朝鮮：粛宗37年） - 第7代将軍徳川家宣に通信使が来訪。
- 1719年（日本：享保4年、朝鮮：粛宗45年） - 第8代将軍徳川吉宗に通信使が来訪。
- 1748年（日本：寛延元年、朝鮮：英祖24年） - 第9代将軍徳川家重に通信使が来訪。
- 1764年（日本：宝暦14年、朝鮮：英祖40年） - 第10代将軍徳川家治に通信使が来訪。
- 1811年（日本：文化8年、朝鮮：純祖11年） - 第11代将軍徳川家斉に最後の通信使が来訪。
- 1866年（日本：慶応2年、朝鮮：高宗3年） - 八戸事件。
- 1875年（日本：明治8年、朝鮮：高宗12年） - 江華島事件。日朝修好条規を結び李朝が開港。
- 1880年（日本：明治13年、朝鮮：高宗17年） - 日本公使館が漢城に設置。李朝から日本への初の留学。
- 1883年（日本：明治15年、朝鮮：高宗19年） - 李朝から日本への集団留学が開始。慶應義塾と陸軍戸山学校。
- 1885年（日本：明治18年、朝鮮：高宗22年） - 李朝からの輸出総額の90%以上は日本向けとなる。（～1893年）
- 1894年（日本：明治27年、朝鮮：高宗31年） - 日清戦争。
- 1895年（日本：明治28年、朝鮮：開国503年） - 下関条約。李朝は清との冊封体制から離脱。乙未事変で閔妃が暗殺される。
- 1896年（日本：明治29年、朝鮮：建陽元年）2月11日 - 高宗による露館播遷（～1897年2月20日）。改革派が独立協会設立。
- 1898年（日本：明治21年、朝鮮：光武2年）12月25日 - 独立協会が強制解散。
- 1900年（日本：明治33年、朝鮮：光武4年） - 義和団の乱。
- 1902年（日本：明治35年、朝鮮：光武6年） - 日本の第一銀行韓国総支店が第一銀行券を発行。
- 1904年（日本：明治37年、朝鮮：光武8年） - 日露戦争。2月23日に日韓議定書調印。8月22日に第一次日韓協約。
- 1905年（日本：明治38年、朝鮮：光武9年）9月 - ポーツマス条約。11月に第二次日韓協定。
- 1907年（日本：明治40年、朝鮮：光武11年）3月 - ハーグ密使事件。7月18日大韓帝国議会は高宗を退位させ、第三次日韓協約。
- 1910年（日本：明治43年、朝鮮：隆熙4年） - 日韓併合条約により、韓国併合。9月朝鮮総督府設置。（～1945年）
- 1911年（日本：明治44年） - 朝鮮銀行設立。
- 1918年（日本：大正7年）1月 - アメリカ大統領ウッドロウ・ウィルソンによる十四か条の平和原則。朝鮮の独立運動に影響を与える。
- 1919年（日本：大正8年）3月1日 - 三・一独立運動。
- 1920年（日本：大正9年） - 尼港事件。
- 1923年（日本：大正12年）9月1日 - 関東大震災。朝鮮人虐殺事件が発生。
- 1945年（日本：昭和20年）8月14日 - 日本はポツダム宣言を受諾して連合国に降伏。9月9日朝鮮総督府降伏。
- 1946年（日本：昭和21年）2月3日 - 通化事件。
- 1948年（日本：昭和23年、韓国：大韓民国30年、北朝鮮：主体38年） - 4月3日：済州島四・三事件、8月13日：大韓民国建国、9月9日：朝鮮民主主義人民共和国が建国。
- 1950年（日本：昭和25年）6月25日 - 朝鮮戦争。
- 1952年（日本：昭和27年） - 李承晩が李承晩ラインを宣言し竹島を韓国側水域に含ませ、竹島問題の発端となる。
- 1953年（日本：昭和28年） - 韓国が竹島を軍事占領。7月27日：朝鮮戦争休戦協定により朝鮮戦争が休戦。
- 1954年（日本：昭和29年）3月7日 - 初のサッカー日韓戦を開催。
- 1959年（日本：昭和34年）12月4日 - 新潟日赤センター爆破未遂事件。
- 1961年（日本：昭和36年）5月16日 - 5・16軍事クーデター。
- 1963年（日本：昭和38年） - 李方子が韓国に帰国。
- 1964年（日本：昭和39年）10月10日 - 1964年東京オリンピック開催。日韓は国交がなかったが韓国選手も参加。
- 1965年（日本：昭和40年）6月22日 - 日韓基本条約。
- 1966年（日本：昭和41年）3月24日 - 日韓貿易協定。
- 1968年（日本：昭和43年） - 日韓議員懇談会発足。のちの日韓議員連盟。
- 1970年（日本：昭和45年）3月31日 - よど号事件。
- 1972年（日本：昭和47年）7月4日 - 南北共同声明。
- 1973年（日本：昭和48年）8月4日 - 金大中事件。
- 1974年（日本：昭和49年）8月15日 - 文世光事件。
- 1979年（日本：昭和54年）10月26日 - 朴正煕暗殺事件。
- 1983年（日本：昭和53年）1月11日 - 中曽根康弘首相、現職首相として初の韓国訪問。11月1日：第十八富士山丸事件。
- 1984年（日本：昭和54年）9月6日 - 全斗煥大統領、現職大統領として初の日本訪問。
- 1987年（日本：昭和62年）11月29日 - 大韓航空機爆破事件。
- 1988年（日本：昭和63年）9月17日 - ソウルオリンピック開催。
- 1989年（日本：昭和64年） - 韓国が海外渡航を完全自由化。李方子の葬儀が準国葬として行われて、三笠宮崇仁親王夫妻が参列。
- 1994年（日本：平成6年） - 安国寺高麗経典盗難事件が発生。
- 1995年（日本：平成7年） - サッカー・ワールドカップの日韓共同開催が決定。
- 1997年（日本：平成9年） - アジア通貨危機。日本とアメリカを通信に韓国に金融支援。アジア通貨基金構想の発表。
- 1998年（日本：平成10年）10月8日 - 日韓共同宣言。
- 1999年（日本：平成11年） - 日韓のワーキング・ホリデー開始。
- 2000年（日本：平成12年） - 日韓国民交流年に指定。査証（ビザ）なし相互訪問」を恒常化。韓国で日本大衆文化開放が開始。
- 2001年 (日本：平成13年) 5月4日 - 北朝鮮の金正男が成田空港で偽装パスポートを使用して密入国を企て妻子らとともに強制退国となる。
- 2001年（日本：平成13年）12月18日 - 明仁天皇による「韓国とのゆかり発言」。
- 2002年（日本：平成14年）5月31日 - サッカー・ワールドカップ開催。9月：日朝首脳会談・日朝平壌宣言。10月15日：拉致被害者5名が北朝鮮から日本に帰国。
- 2003年（日本：平成15年）4月 - 日本で「冬のソナタ」放映。「韓流」という語が日本でも知られる。8月27日：第1回六者会合で北朝鮮核問題が話し合われる。
- 2004年（日本：平成16年）1月 - 韓国で日本大衆文化第4次開放。日本語の歌の放送が許可される。日帝強占下反民族行為真相糾明に関する特別法公布。
- 2005年（日本：平成17年） - 円とウォンを相互に融通し合う日韓通貨スワップ締結。
- 2006年（日本：平成18年）10月9日 - 北朝鮮が咸鏡北道吉州郡で核実験。
- 2010年（日本：平成22年） - 日韓通貨スワップ協定の期限を3年延長。
- 2012年（日本：平成24年） - 李明博大統領による竹島上陸と天皇謝罪要求。10月8日:対馬仏像盗難事件が発生。
- 2013年（日本：平成25年）7月3日 - 日韓通貨スワップ協定終了。
- 2015年（日本：平成27年）12月28日 - 慰安婦問題日韓合意。
- 2016年（日本：平成28年） - 日韓の相互交流が700万人を超えて2年連続で過去最高を更新。
- 2017年（日本：平成29年）10月 - 国際連合教育科学文化機関が江戸時代の朝鮮通信使を世界の記憶に登録決定。
- 2018年（日本：平成30年） - 韓国海軍レーダー照射問題が発生。
- 2019年（日本：令和元年） - 日本が安全保障上の理由により、韓国向けの輸出管理を強化。更に韓国を優遇措置の対象国である「ホワイト国」から除外した。